# Französische Kavallerie im Ersten Weltkrieg

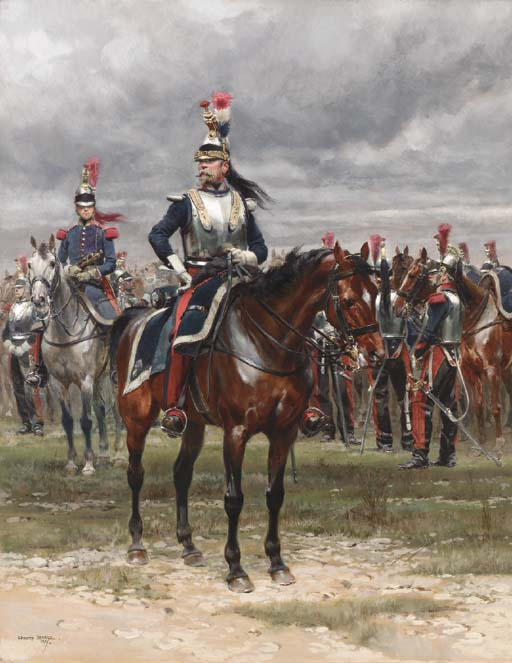
In dieser Uniform zogen die Kürassiere zu Anfang des Krieges ins Feld. Lediglich der Helm wurde mit einem Stoffüberzug versehen.

Die französische Kavallerie im Ersten Weltkrieg spielte in diesem Konflikt nur eine untergeordnete Rolle. Die berittenen Soldaten zeigten sich zunehmend wirkungslos angesichts der Feuerkraft von Maschinengewehren und moderner Artillerie. Die verschiedenen Einheiten dieser Waffengattung wurden daher fast ausschließlich für Erkundungen oder Patrouillen eingesetzt, selbst wenn der Personalbestand bei Beginn des Krieges auf seinem Höchststand lag. Hauptsächlich auf dem westlichen Kriegsschauplatz eingesetzt, erfolgte schnell die Reduzierung bzw. Umorganisation der Regimenter. Zu Beginn des Herbstes 1914 forderte der beginnende Grabenkrieg ein Umdenken beim Einsatz der Kavallerie. Ein Teil der Regimenter musste die Pferde abgeben und wurde in die neugebildeten „Divisions de cavalerie à pied“ (Kavalleriedivisionen zu Fuß) eingegliedert. Hier wurden sie als reguläre Infanterie eingesetzt. Mit der Wiederaufnahme des Bewegungskrieges 1918 wurde die Kavallerie wiederbelebt, fand sich da jedoch in der Rolle einer berittenen Infanterie wieder.
Eine Anzahl der Regimenter wurde jedoch auf den anderen Kriegsschauplätzen eingesetzt, wo sie weiterhin die Rolle der klassischen Kavallerie wahrnahmen, so im Maghreb, in Südosteuropa oder dem Vorderen Orient.
Gleichzeitig begann in dieser Periode das Zeitalter der Mechanisierung; die französische Kavallerie wurde erstmals mit den Automitrailleuses ausgerüstet.

## Vorkriegssituation
Bei Kriegsbeginn existierten in den französischen Streitkräften mehrere unterschiedliche Arten von Kavallerie. Sie unterschieden sich im Namen, in der Uniform und der Tradition. Die Kürassiere und Dragoner zählten zur schweren Kavallerie, dagegen wurden die „Chasseurs à cheval“ (Jäger zu Pferde) und die Husaren zur leichten Kavallerie gerechnet. Dazu kamen noch die Chasseurs d’Afrique und die Spahis, die die leichte Kavallerie der Streitkräfte in Afrika bildeten.
Der Unterschied zwischen der schweren und leichten Kavallerie lag einerseits bei den Pferden; die schwere Kavallerie ritt solche der Rasse Anglo-Normanne, während die leichte Kavallerie mit Pferden der Rasse Anglo-Araber oder Berber ausgestattet war.
Die Reiter mussten bei den Chasseurs und Husaren theoretisch eine Körpergröße von zwischen 1,59 und 1,68 Metern aufweisen, das Körpergewicht war auf 65 Kilogramm begrenzt. Die Dragoner durften nicht größer als zwischen 1,64 und 1,74 Meter sein und durften nicht mehr als 70 Kilogramm wiegen. Bei den Kürassieren war eine Körpergröße von zwischen 1,70 und 1,85 vorgeschrieben, das maximale Gewicht durfte 75 Kilogramm nicht überschreiten. Für die Beschlagschmiede, Sattler, Waffenmeister und Schneider der leichten Kavallerie war eine Mindestgröße von 1,56 Metern vorgeschrieben.
Zu Beginn der Jahre 1872 und 1913 fand eine Reorganisation des Militärdienstes statt, davon war auch die Kavallerie betroffen. Der Militärdienst wurde auf fünf Jahre festgesetzt, und das System der Konskription wurde beibehalten. 1889 wurde der Wehrdienst auf drei Jahre verkürzt; mit dem Gesetz vom 21. März 1905 wurde der Wehrdienst nochmals um ein Jahr auf zwei Jahre herabgesetzt. Dies brachte jedoch Probleme mit sich, da man der Ansicht war, zwei Jahre seien nicht genug Zeit, um die Kavalleristen richtig auszubilden. Daraufhin wurde 1913 das „Gesetz der drei Jahre“ verabschiedet (Loi des trois ans), was die Kritiker zufriedenstellte. Der personellen Zusammensetzung der Kavallerie wurde mehr Aufmerksamkeit geschenkt als der der Infanterie. Als Beispiel sei hier die Garnison in Libourne mit dem „15e régiment de dragons“ und dem 57e régiment d’infanterie genannt. Das Kavallerieregiment verfügte 1914 bei einem Gesamtbestand von 619 Mann über 32 Offiziere (4,5 % des Personalbestandes) und 59 Unteroffiziere (8,3 % des Personalbestandes); dagegen war das Infanterieregiment 3.039 Mann stark, mit 60 Offizieren (1,8 % des Personalbestandes) und 179 Unteroffizieren (5,4 % des Personalbestandes). Den Angehörigen der Kavallerie waren auch bessere Chancen auf der militärischen Karriereleiter gewiss; auch war die Anzahl der adeligen Offiziere mit 20 % in der Kavallerie gegen 10 % in der Infanterie doppelt so hoch.

Kavalleriestandarte 1914
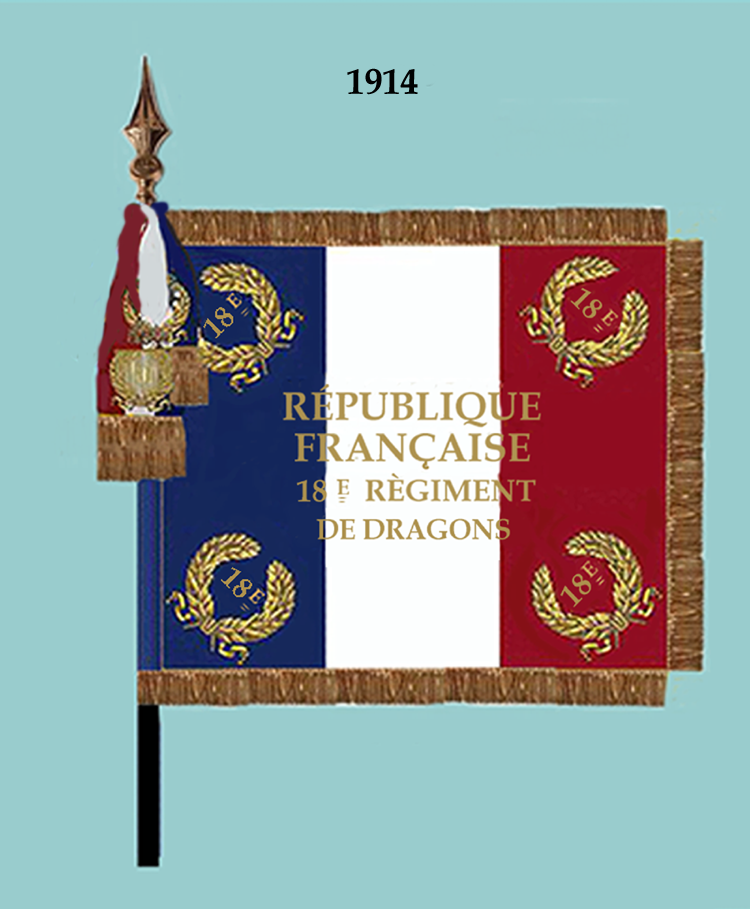
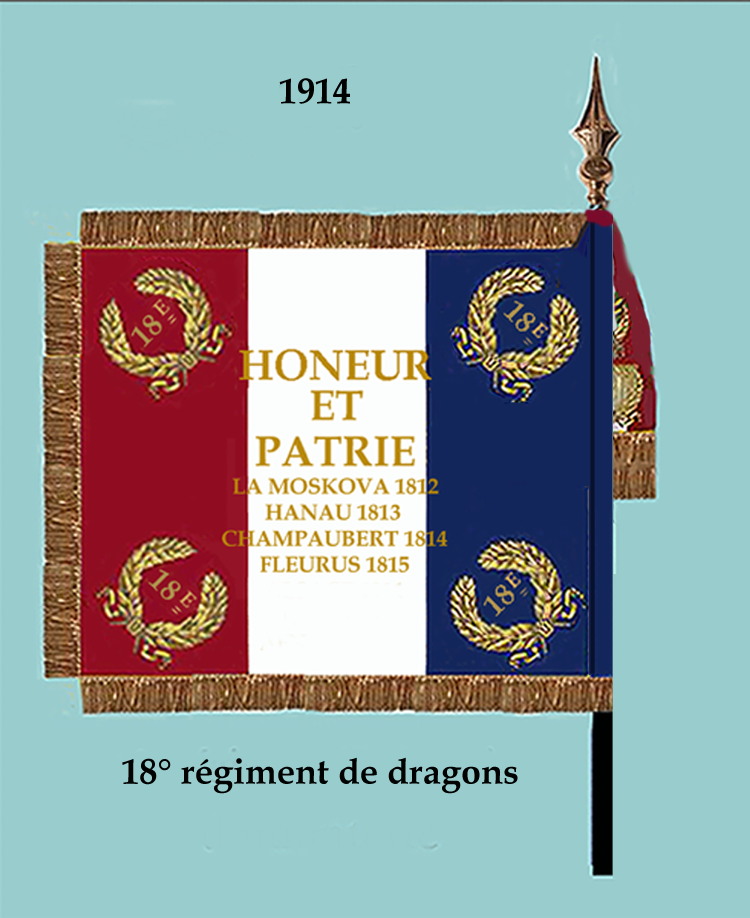

- Kürassiere

| I. | II. | III. |
| --- | --- | --- |
| - 1er régiment de cuirassiers - 2e régiment de cuirassiers - 3e régiment de cuirassiers - 4e régiment de cuirassiers | - 5e régiment de cuirassiers - 6e régiment de cuirassiers - 7e régiment de cuirassiers - 8e régiment de cuirassiers | - 9e régiment de cuirassiers - 10e régiment de cuirassiers - 11e régiment de cuirassiers - 12e régiment de cuirassiers |

- Dragoner

| I. | II. | III. |
| --- | --- | --- |
| - 1er régiment de dragons - 2e régiment de dragons - 3e régiment de dragons - 4e régiment de dragons - 5e régiment de dragons - 6e régiment de dragons - 7e régiment de dragons - 8e régiment de dragons - 9e régiment de dragons - 10e régiment de dragons - 11e régiment de dragons | - 12e régiment de dragons - 13e régiment de dragons - 14e régiment de dragons - 15e régiment de dragons - 16e régiment de dragons - 17e régiment de dragons - 18e régiment de dragons - 19e régiment de dragons - 20e régiment de dragons - 21e régiment de dragons | - 22e régiment de dragons - 23e régiment de dragons - 24e régiment de dragons - 25e régiment de dragons - 26e régiment de dragons - 27e régiment de dragons - 28e régiment de dragons - 29e régiment de dragons - 30e régiment de dragons - 31e régiment de dragons - 32e régiment de dragons |

- Husaren

| I. | II. | III. |
| --- | --- | --- |
| - 1er régiment de hussards - 2e régiment de hussards - 3e régiment de hussards - 4e régiment de hussards - 5e régiment de hussards | - 6e régiment de hussards - 7e régiment de hussards - 8e régiment de hussards - 9e régiment de hussards | - 10e régiment de hussards - 11e régiment de hussards - 12e régiment de hussards - 13e régiment de hussards - 14e régiment de hussards |

- Jäger zu Pferde

| I. | II. | III. |
| --- | --- | --- |
| - 1er régiment de chasseurs à cheval - 2e régiment de chasseurs à cheval - 3e régiment de chasseurs à cheval - 4e régiment de chasseurs à cheval - 5e régiment de chasseurs à cheval - 6e régiment de chasseurs à cheval - 7e régiment de chasseurs à cheval | - 8e régiment de chasseurs à cheval - 9e régiment de chasseurs à cheval - 10e régiment de chasseurs à cheval - 11e régiment de chasseurs à cheval - 12e régiment de chasseurs à cheval - 13e régiment de chasseurs à cheval - 14e régiment de chasseurs à cheval | - 15e régiment de chasseurs à cheval - 16e régiment de chasseurs à cheval - 17e régiment de chasseurs à cheval - 18e régiment de chasseurs à cheval - 19e régiment de chasseurs à cheval - 20e régiment de chasseurs à cheval - 21e régiment de chasseurs à cheval |

- Afrikanische Kavallerie

| I. | II. | III.                                                                                                   |
| --- | --- | --- |
| - 1er régiment de chasseurs d’Afrique - 2e régiment de chasseurs d’Afrique - 3e régiment de chasseurs d’Afrique - 4e régiment de chasseurs d’Afrique | - 5e régiment de chasseurs d’Afrique - 6e régiment de chasseurs d’Afrique - 1er régiment de spahis algériens - 2e régiment de spahis algériens | - 3e régiment de spahis algériens - 4e régiment de spahis algériens - 1er régiment de spahis marocains |

## Bewaffnung und Uniformierung

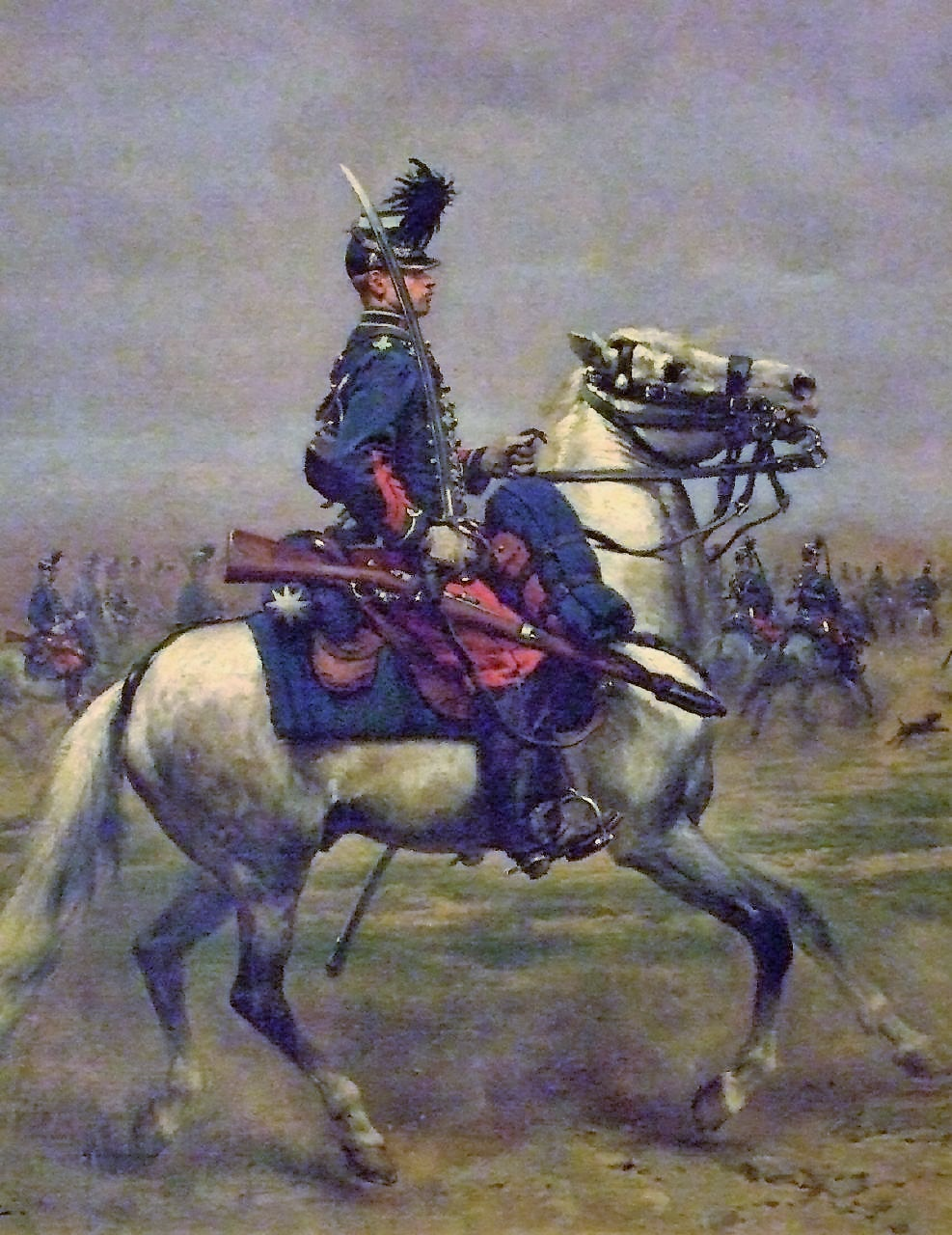
Husar im Jahr 1879, nach Édouard Detaille

Die gesamte Kavallerie war mit dem Säbel bewaffnet, die schwere Kavallerie führte eine gerade und die leichte Kavallerie eine gekrümmte Klinge.
Die französische Kavallerie benutzte 1914 mehrere Säbelmodelle: Modell 1854 mit einer geraden Klinge von 1.000 mm Länge, die 1882 gekürzt wurde. Für die Kürassiere hatte der Säbel jetzt eine Länge von 950 mm und ein Gewicht von 1.340 Gramm ohne Scheide, der für die Dragoner eine Länge von 925 mm mit einem Gewicht von 1.320 Gramm ohne Scheide.

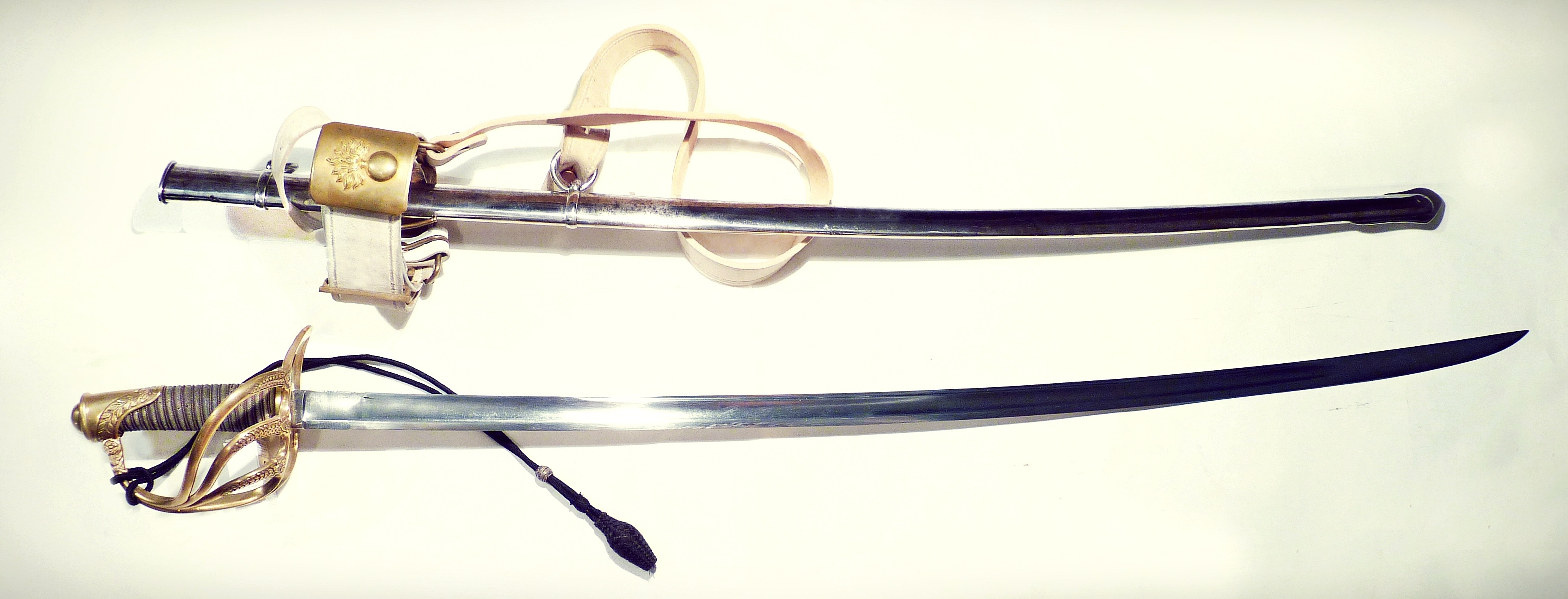
Offizierssäbel Modell 1822

Der Säbel vom Modell 1822 mit gekrümmter Klinge (Länge 920 mm) wurde 1884 auf 870 mm gekürzt und die Scheide mit nur noch einem Tragering versehen, die Ausführung mit gerader Klinge wurde auf 870 mm gekürzt. Das Gewicht lag jetzt bei 1.080 Gramm.
Die Säbel vom Modell 1882 und 1896 wurden als zu schwer betrachtet und überwiegend zu Ausbildungszwecken verwendet. Da die Offiziere für ihre Bewaffnung selbst aufkommen mussten, bevorzugten sie es oftmals, statt den Säbel M 1896 und M 1822/82 aus den staatlichen Depots zu beziehen, sie bei privaten Herstellern zu kaufen. Diese Modelle entsprachen allerdings nicht immer den militärischen Normen.
Die Lanze war 1871 aus allen Kavallerieregimentern verschwunden, wurde jedoch bei den Dragonern 1890 als Antwort auf die 1889 erfolgte Ausrüstung der preußischen Ulanen mit dieser Waffe wieder eingeführt. Die leichte Kavallerie wurde erst im Jahre 1913 mit den Lanzen ausgerüstet. Die 12 Regimenter Husaren und Jäger zu Pferde führten sie jedoch nur im Manöver. Die Lanze Modell 1890 war aus Bambus, die des Modells 1913 aus Stahlrohr. Letztere hatte eine Länge von 2,97 Metern.
Zur Bewaffnung zählte weiterhin ein Repetier-Karabiner mit gezogenem Rohr („Fusil“ – also Gewehr – genannt) vom Modell Carabine Berthier 1890 mit einem Drei-Schuss-Magazin und einem Visier bis 2.000 Meter; die praktikable Einsatzweite lag jedoch bei 100 bis 1.000 Metern. Die Soldaten, für die ein Karabiner nicht vorgesehen war, waren mit dem Revolver Modell 1873 oder 1892 ausgerüstet.

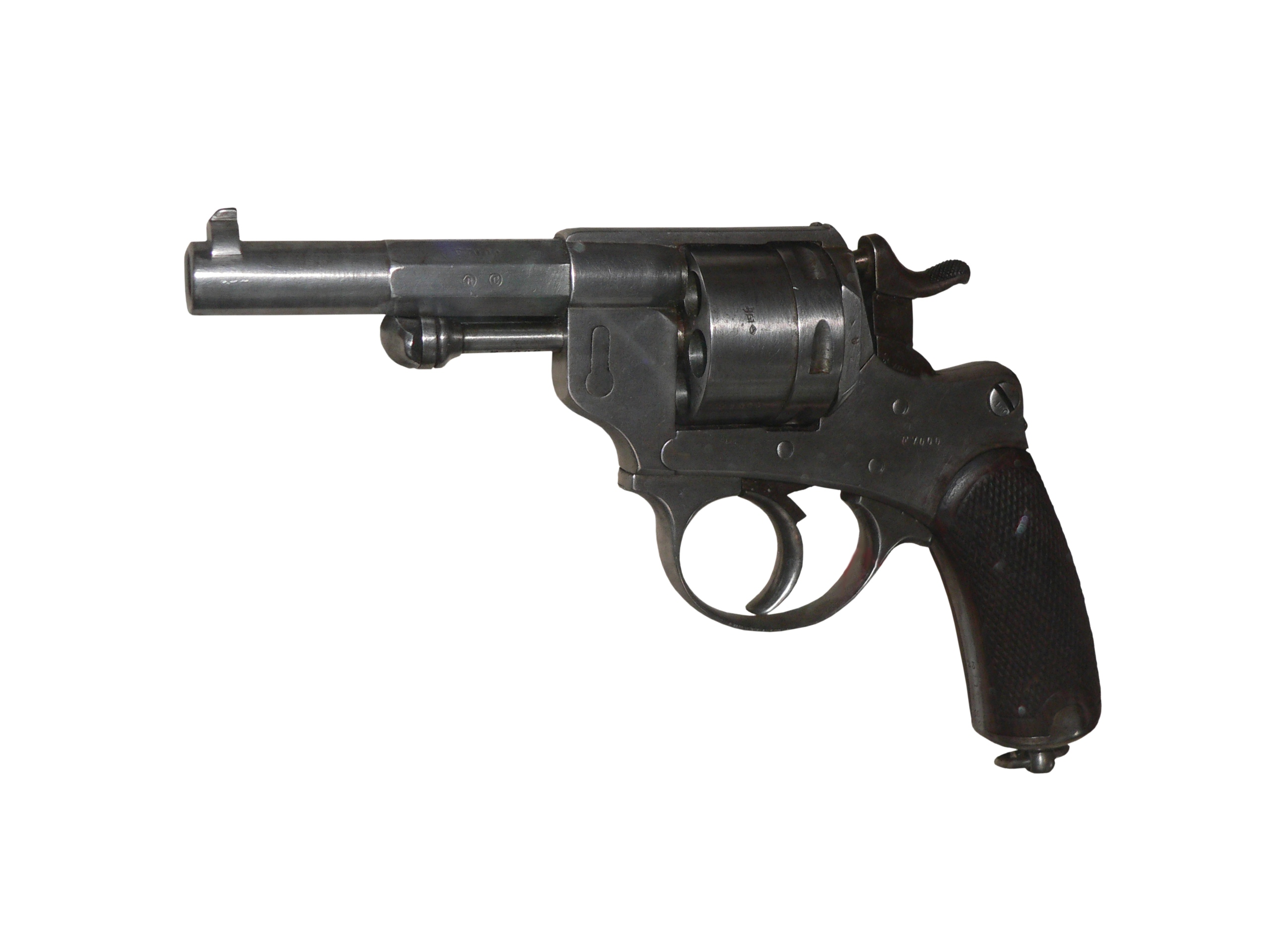
Revolver Modell 1873

Die Reiter der schweren Kavallerie trugen einen Helm mit Helmkamm und einem darauf befestigten Pferdeschweif. Der Oberkörper der Kürassiere wurde von einem zweiteiligen Panzer aus Stahlblech geschützt, welcher effektiv gegen Blankwaffen schützte, nicht jedoch gegen Schrapnellkugeln oder Projektile aus Gewehren oder Pistolen.
Im Jahre 1900 trug die gesamte schwere Kavallerie Uniformröcke aus dunkelblauem Tuch, Kragen und Paspelierung in Türkischrot (garance) – bei zwei Dragonerregimentern jedoch in Weiß. Die Hosen waren ebenfalls türkischrot mit dunkelblauen Passepoils, die Mäntel in bläulichem Eisengrau. Die Hosen der leichten Kavallerie waren ebenfalls türkischrot, aber in einem etwas dunkleren Ton gehalten. Die Waffenröcke waren hellblau, die Dolmane wurden ab 1900 schrittweise abgeschafft, da sie zu auffällig waren und im Gelände ein zu leichtes Ziel boten. Man begann mit einer Uniform zu experimentieren, die diesen Makel kompensieren würde. Als erste Einheit wurde 1911 das „12e régiment de chasseurs à cheval“ in Saint-Mihiel mit einem resedagrünen Waffenrock ausgestattet. Die Husaren und Jäger zu Pferde unterschieden sich fortan durch die Farbe der Kragen und der Ärmelpatten – Türkischrot für die Jäger und Dunkelblau für die Husaren.
Als Ersatz für den Tschako durch einen Helm wurden in den Jahren 1879 bis 1912 ein Dutzend verschiedene Modelle von mehreren Husaren- und Jägerregimentern getestet. Zur Wahl standen Helmglocken mit und ohne Helmkamm, aus Leder oder aus Stahlblech mit Aluminium- oder Kupferbeschlägen. Der Helm, der 1913 genehmigt wurde, ähnelte stark dem der Dragoner. Die Helmglocke war aus Stahlblech mit einem bandförmigen Zierfeld aus Messing an der Vorderseite, darauf befand sich, erhaben geprägt, für die Jäger ein Jagdhorn und für die Husaren ein fünfzackiger Stern. Auf dem Helmkamm war ein Pferdeschweif befestigt. Einige Regimenter erhielten bereits 1914 erdfarbene Helmüberzüge, obwohl diese erst für 1919 vorgesehen waren.

### Organisation
Die Organisation der Kavallerieeinheiten begann mit der kleinsten Teileinheit, dem Peloton. Dieser bestand aus 30 Reitern, kommandiert von einem Lieutenant oder einem Sous-lieutenant; vier Pelotons bildeten eine Escadron, 125 bis 135 Reiter stark und von einem Capitaine kommandiert; vier Escadrons bildeten in Friedenszeiten ein Regiment mit etwa 500 Reitern unter einem Colonel oder einem Lieutenant-colonel. Eine Brigade, kommandiert von einem Général de brigade, bestand aus zwei oder drei Regimentern, zwei oder drei Brigaden bildeten eine Division, die wiederum von einem Général de division befehligt wurde. Dieses System entsprach exakt dem der deutschen Kavallerie – mit den gleichen Vorzügen. Gleichzeitig waren jedoch die Kavallerieeinheiten mit weniger Personal ausgestattet als die der Infanterie; ein Peloton der Kavallerie entsprach lediglich einer Demi-section (Halbzug) der Infanterie, eine Escadron zwei Sections, ein Regiment nur zwei Kompanien, eine Brigade hatte nur Bataillonsstärke, und eine Division entsprach einem Infanterieregiment.

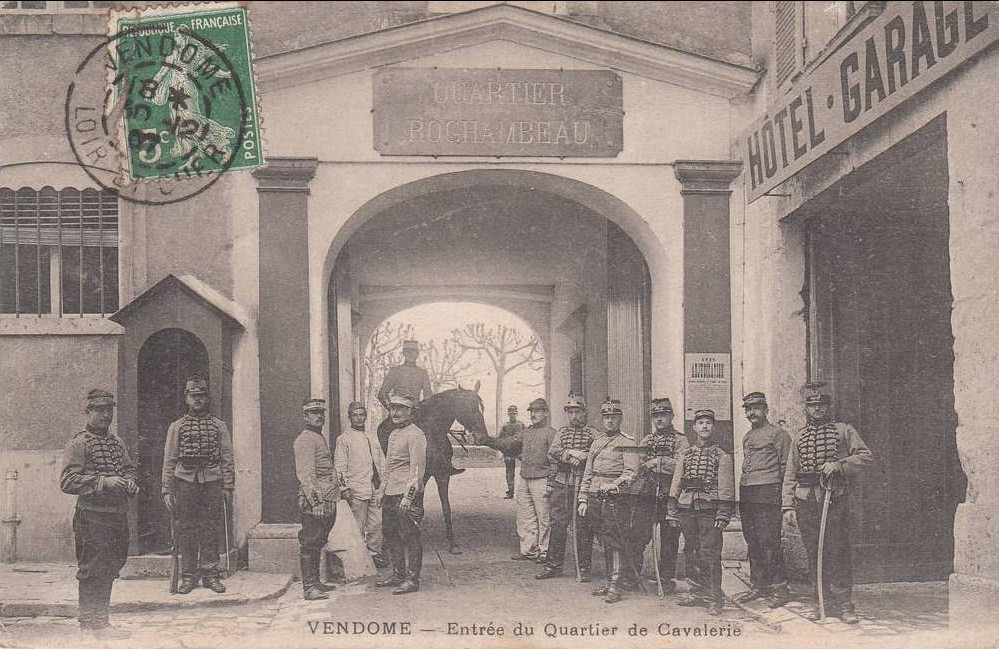
Eingang zum „Quartier de cavalerie“ (Kavalleriekaserne) des „20^{e} régiment de chasseurs à cheval“ in Vendôme. Dieses Regiment war der 7. Kavalleriedivision zugeteilt.

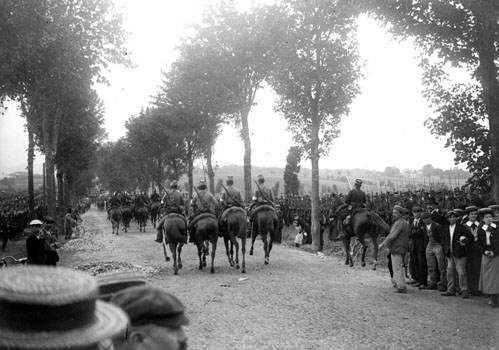
Kavalleriekolonne zu Beginn des 20. Jahrhunderts im „Großen Manöver“

Im Oktober 1870 wurde die Kaiserliche Garde von Napoléon III aufgelöst und deren sechs Kavallerieregimenter umbenannt. Die Ulanenregimenter (lanciers) wurden 1871 alle aufgelöst. Die Reste des 1. Regiments wurden in das „14e régiment de chasseurs à cheval“, die des 2. Regiments in das „10e régiment de hussards“, das 3., 4., 5., 6., 8. und 9. Regiment wurden zum „15e“, „16e“, „17e“, „18e“, „19e“ und „20e régiment de dragons“, das 7. bildete das „14e régiment de chasseurs à cheval“. Nach der Niederlage im Deutsch-Französischen Krieg wurde das System der Marschregimenter zunächst aufgegeben. Die Kavallerie bestand jetzt noch aus 56 Regimentern im Mutterland und sieben in den nordafrikanischen Kolonien. Dabei handelte es sich insgesamt um 12 Kürassierregimenter, 20 Dragonerregimenter, 10 Husarenregimenter, 14 Regimenter Jäger zu Pferde, vier Regimenter Afrikanische Jäger und drei Regimenter Spahis. Dazu kam noch das Kavallerieregiment der Garde républicaine, welches der Gendarmerie nationale unterstellt war.
Die Truppenstärke der französischen Armee wurde ständig erhöht, um sich dem Niveau der benachbarten Deutschen anzupassen. Dieses Wettrüsten dauerte bis 1914 an, 1873 wurden 14 neue Kavallerieregimenter aufgestellt. Das Gesetz vom 13. März 1875 über die Truppenstärke sah eine Gesamtstärke von 77 Kavallerieregimentern vor: 12 Kürassierregimenter, 26 Dragonerregimenter, 12 Husarenregimenter, 20 Regimenter Jäger zu Pferde, vier Regimenter Afrikanische Jäger und drei Regimenter Spahis. Mit einem Teil der Regimenter wurden fünf Kavalleriedivisionen gebildet, deren jede aus drei Brigaden bestand: einer Kürassier-, einer Dragoner- und einer leichten Brigade. Die restlichen wurden mit je einem Regiment Dragoner und einem Regiment Leichte Kavallerie als Brigaden den Armeekorps direkt unterstellt.
Weitere Erhöhungen folgten 1887, hier die Anzahl der aktiven Unteroffiziere betreffend. Im Jahre 1913 wurden als Antwort auf die deutsche Heeresvermehrung vier neue Kavallerieregimenter aufgestellt. Der Gesamtbestand lag jetzt bei 89 Regimentern: 12 Kürassierregimenter, 32 Dragonerregimenter, 14 Husarenregimenter, 21 Regimenter Jäger zu Pferde, sechs Regimenter Afrikanische Jäger und vier Regimenter Spahis. Im Mutterland waren die Kavallerieregimenter weit verstreut untergebracht. Die Kasernen (quartiers) lagen meistens in Grenznähe, wobei die deutsche Grenze besonders stark bedacht war. Ausgenommen war lediglich Paris, wo mehrere Regimenter als Eingreiftruppe stationiert waren. Zur Kavallerie gehörten noch die Remontendepots, verantwortlich für den Pferdenachschub, sie waren meistens im Westen gelegen.

### Entwicklung

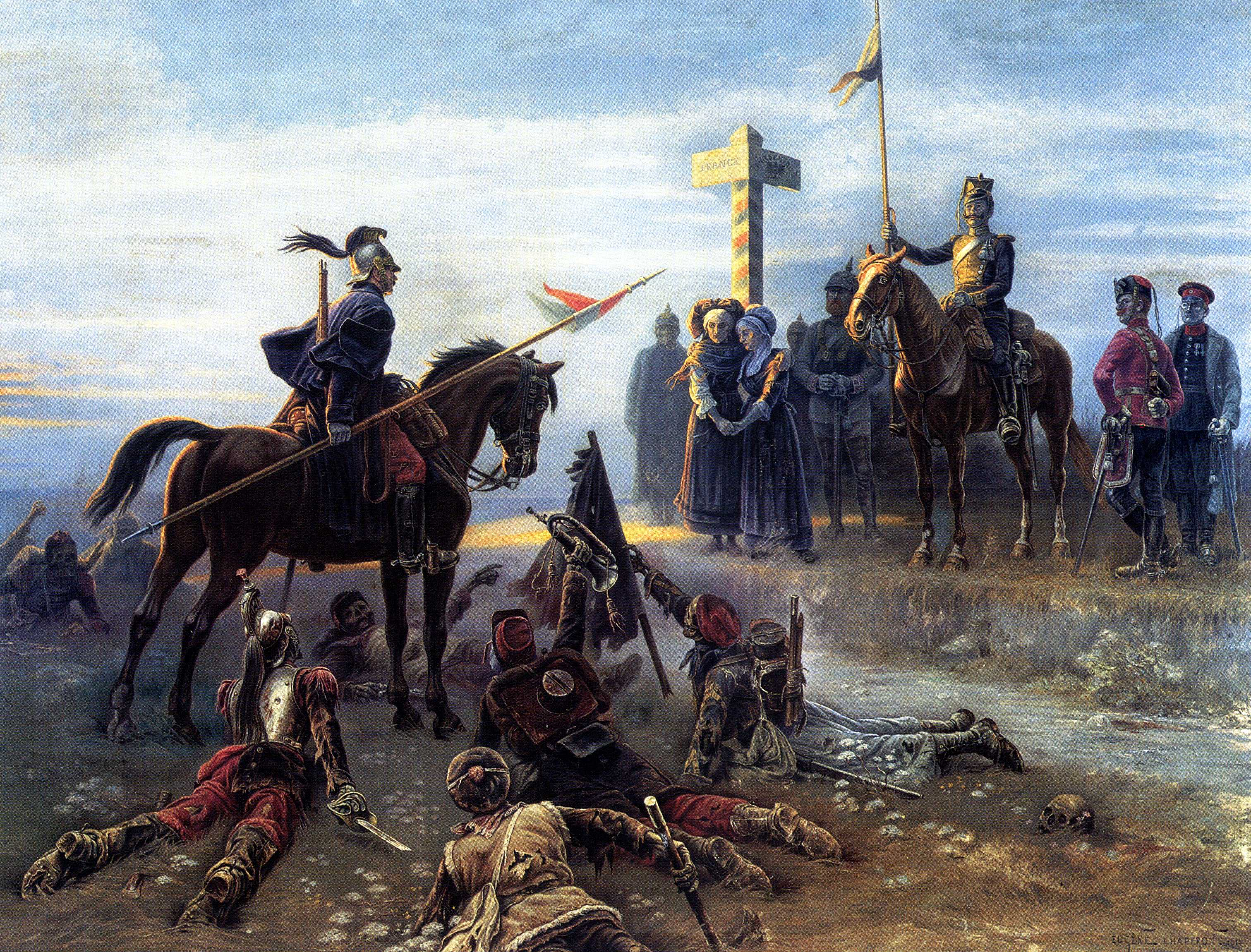
Les vedettes, dieses „patriotische“ Gemälde von Eugène Chaperon aus dem Jahre 1914 bezieht sich auf den Verlust von Elsaß-Lothringen 1871. Im Mittelpunkt stehen ein französischer Dragoner und ein preußischer Ulan, beide mit einer Lanze bewaffnet.

Nach den Erfahrungen aus dem Deutsch-Französischen Krieg, der noch von Kavallerieattacken geprägt war, so in der Schlacht bei Wörth und der Schlacht bei Mars-la-Tour, wurde die Angriffstaktik der Kavallerie 1876 und 1882 geändert. Man ging jetzt vom Frontalangriff ab und setzte die Prioritäten im Aufklärungs- und Patrouillendienst. Gleichzeitig wurde die Version eines offensiven Vorgehens im kleineren Rahmen bevorzugt.
Mehrere Aufgaben wurden zugewiesen:

„Die Kavallerie informiert die Kommandostäbe, deckt die Entfaltung der anderen Waffen und schützt gegen feindliche Überraschungsangriffe. Sie sucht ständig die Gelegenheit, in Aktionen unterstützend einzugreifen, und arbeitet an den Angriffen der Infanterie mit.

Sie betreibt eine Verfolgung bis zum Äußersten; im Rückzug opfert sie sich völlig, um den anderen Truppen Zeit zu geben, sich vom Kampf zu lösen.

Der Angriff zu Pferd mit der blanken Waffe, die allein schnelle und entscheidende Ergebnisse bringt, ist die Hauptaufgabe der Kavallerie. Der Kampf zu Fuß wird notwendig, wenn die Situation oder die Geländebeschaffenheit den Kampf zu Pferde und so das gesteckte Ziel zu erreichen verhindert.“

Es wurden alle Kavalleristen im Kampf zu Fuß ausgebildet, da ein aufgesessener Reiter mit einer Höhe von ca. 2,5 Metern ein verlockendes Ziel bot. Es wurde daher oftmals vorgezogen, die Pferde unter Bewachung im Hintergrund zu lassen, während sich die abgesessenen Reiter in geöffneter Ordnung entwickelten und so weniger verwundbar waren. Die Kavalleriedivisionen verfügten für den Kampf zu Fuß noch über die Radfahreinheiten und auch Artillerie zur Feuerunterstützung. Zu jeder Kavalleriebrigade gehörte ein Maschinengewehrzug mit zwei MGs St. Étienne M1907, die jeweils zu einem der Regimenter abgestellt waren.

„Das Ausbildungsreglement der Kavallerie besagt, dass dem Kampf zu Fuß in Zukunft mehr Bedeutung zugemessen werden muss, als das in der Vergangenheit notwendig war. Um die ganze Offensivkraft der Waffe umzusetzen, ist der Schießausbildung eine besondere Beachtung zukommen zu lassen.“

Weiterhin wurden jedoch die traditionellen Aufgaben der Kavallerie als wichtig erachtet: die Aufklärung, der Kleinkrieg, die Deckung von marschierenden Kolonnen und der Schutz der Feldlager gegen Überraschungsangriffe. 1881 schrieb Général Gaston de Galliffet:

„Im modernen Krieg ist der Kavalleriekampf nur nebensächlich, während die Erkundung und die Sicherheit an erster Stelle stehen müssen. Obwohl eine Kavalleriedivision im Angriff eine geballte Masse bildet, wird sich eine solche Gelegenheit selten finden lassen.“

Vorkriegsmanöver
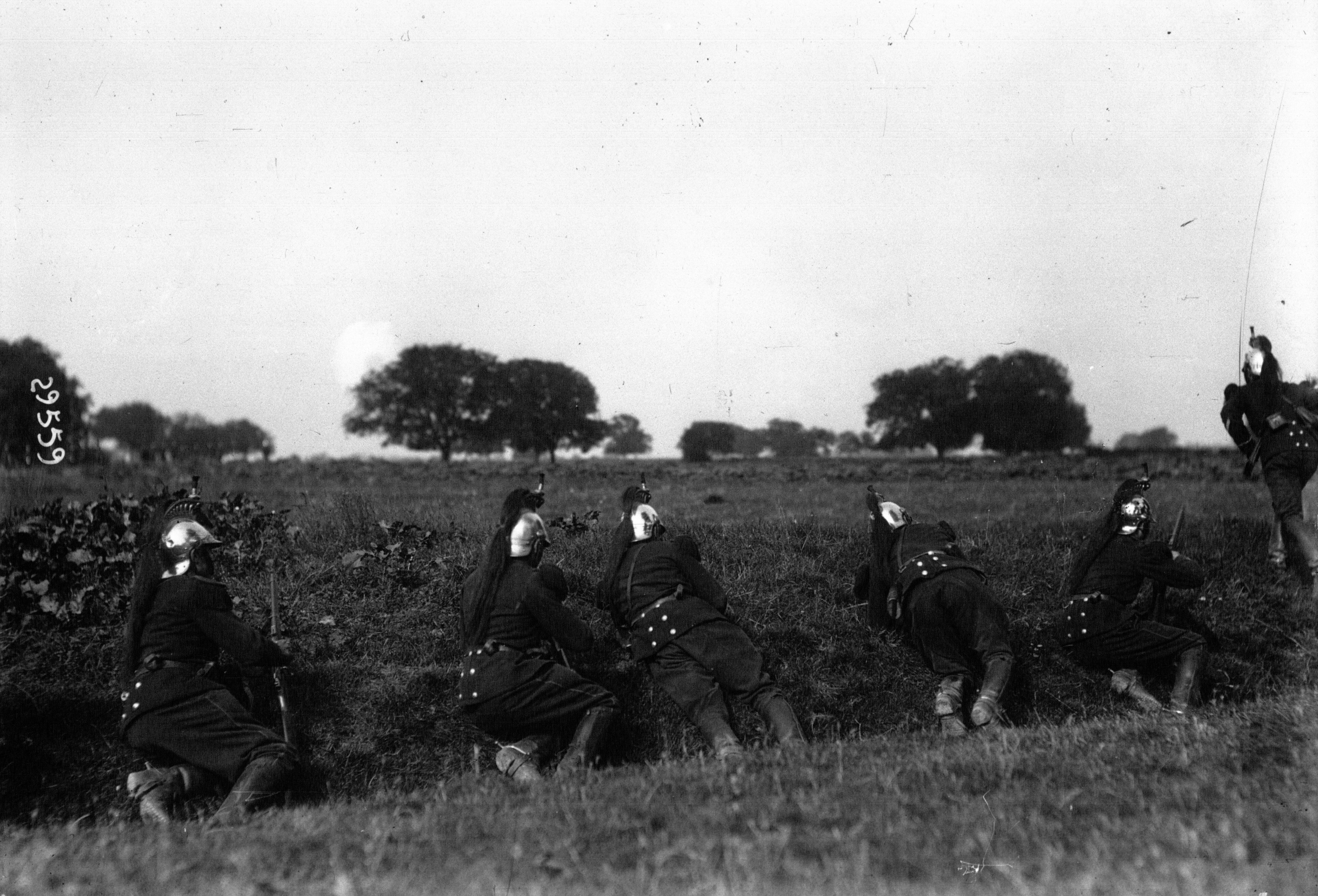
Abgesessene Dragoner mit ihrem Karabiner in Stellung (1912)
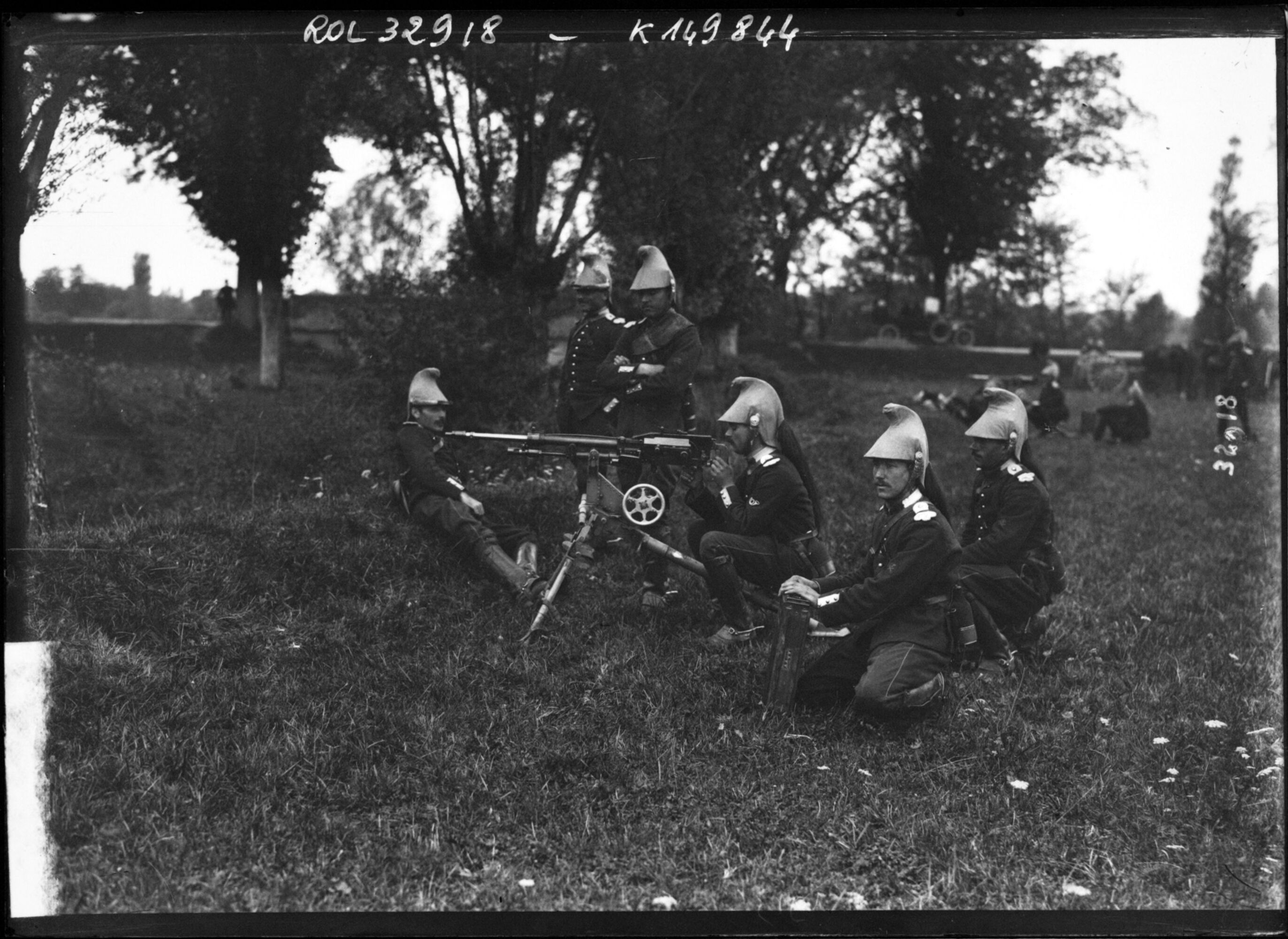
Eine Mitrailleuse St. Étienne modèle 1907 der Dragoner in Stellung (1913)

Zu Beginn des 20. Jahrhunderts zeigte sich die französische Kavallerie interessiert an verschiedenen zur Verfügung stehenden Arten der Motorisierung. Bis zum Kriegsbeginn 1914 war mit einigen Automobilen, die man zu Automitrailleuses umgebaut hatte, experimentiert worden. Sie waren der Beginn der Mechanisierung der französischen Streitkräfte.

### Mobilisierungsplan

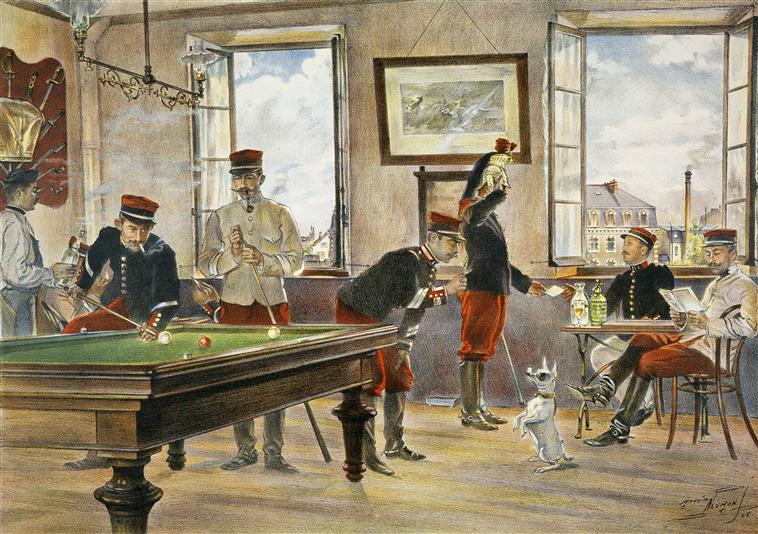
Unteroffiziere eines Kürassierregiments bei der Freizeit (Gemälde von Maurice Neumont, 1905)

Im Falle der Mobilisation erfolgte diese nach den Plänen von 1875 bis 1914. Demnach wurde die notwendige Truppenstärke durch die Einberufung der Reservisten und die Aufstellung der Reserveregimenter erreicht. In der Kavallerie wurden keine Reserveregimenter errichtet, hier wurde die Mannstärke der Escadrons von 500 auf 600 Mann angehoben sowie die Anzahl der Escadrons für die meisten Regimenter von vier auf sechs erhöht. Gemäß dem Plan XVII von 1914 wurde jedem der Großverbände einiges an Kavallerie direkt unterstellt. Die 21 Armeekorps erhielten jedes sechs Escadrons aus der leichten Kavallerie. Die 1. bis 4. Escadron blieben zusammen unter dem Korpskommando, während die 5. und 6. Escadron je einer der beiden Divisionskommandos des Korps zugewiesen wurden. Jedes Infanterieregiment bekam einen Peloton zu Erkundungszwecken zugeteilt. Gleichzeitig wurde jeder der 25 Reservedivisionen eine Escadron unterstellt, die hauptsächlich aus Reservisten bestand. Die 12 neu aufgestellten Territorialdivisionen erhielten jede einen Teil der 37 Escadrons Territorialkavallerie, die auch zum Schutz der Kommunikationswege und der Festen Plätze bestimmt war. Diese Escadrons wurden von den Militärregionen (régions militaires) aufgestellt, jeweils zwei, nicht jedoch die 19., 21., 6. und 20. RM, die nur je eine Escadron aufstellten. Die jeweils erste Escadron entsprach dem Typ der leichten Kavallerie, während die zweite Escadron aus Dragonern bestand.
Die nicht eingeteilten Regimenter (vor allem die Kürassiere und Dragoner) gehörten zu den 10 vorhandenen Kavalleriedivisionen – jede zu drei Brigaden, ausgenommen die 10. mit nur zwei Brigaden. Zu jeder dieser Divisionen gehörte eine Gruppe Feldartillerie zu je drei Batterien mit je vier Feldgeschützen Canon de 75 mm modèle 1897. Die Artilleristen waren alle beritten und mussten nicht teilweise auf den Lafetten oder Munitionswagen mitfahren, wie das bei der übrigen Feldartillerie üblich war. Zur Division zählten noch eine Gruppe Radfahrer (400 Mann, abgestellt von den Jägern zu Fuß), bewaffnet mit dem Gewehr Lebel Modell 1886, in ihren hellblauen Uniformen, und eine Abteilung Pioniere auf Fahrrädern. Die theoretische Mobilmachungsstärke der Kavalleriedivision lag bei 5.250 Mann (womit sie in etwa gleich stark war wie die deutsche Kavalleriedivision); die Mobilmachungsstärke der Infanteriedivision lag dagegen bei 18.000 Mann.
Es war vorgesehen, im Falle der Mobilisation jeder Feldarmee eine oder zwei Kavalleriedivisionen beizugeben.

## Westfront

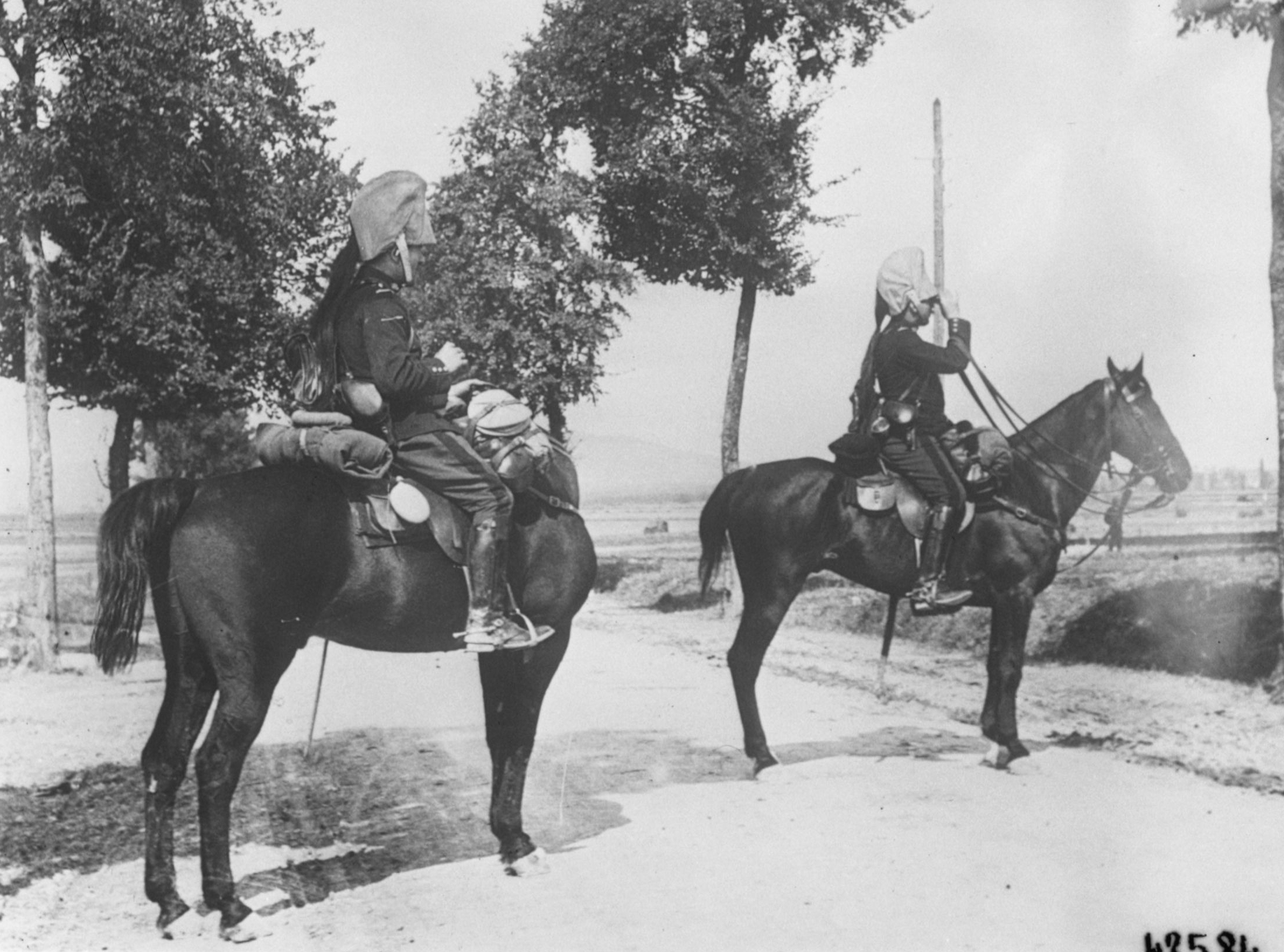
Reiter bei der Aufklärung – eine der Hauptaufgaben der Kavallerie im Jahre 1914

Die Westfront auf dem Territorium Frankreichs und Belgiens war das Hauptoperationsgebiet der französischen Kavallerie während des Ersten Weltkrieges.
Bei Beginn des Krieges an der Westfront war es ein typischer Bewegungskrieg, der so von August bis November andauerte. In dieser Zeit konnte die Kavallerie noch ihrer traditionellen Rolle gerecht werden: Aufklärung und Flankenschutz und stellenweise auch noch Grenzsicherung.

### Verschleierung des Aufmarschs

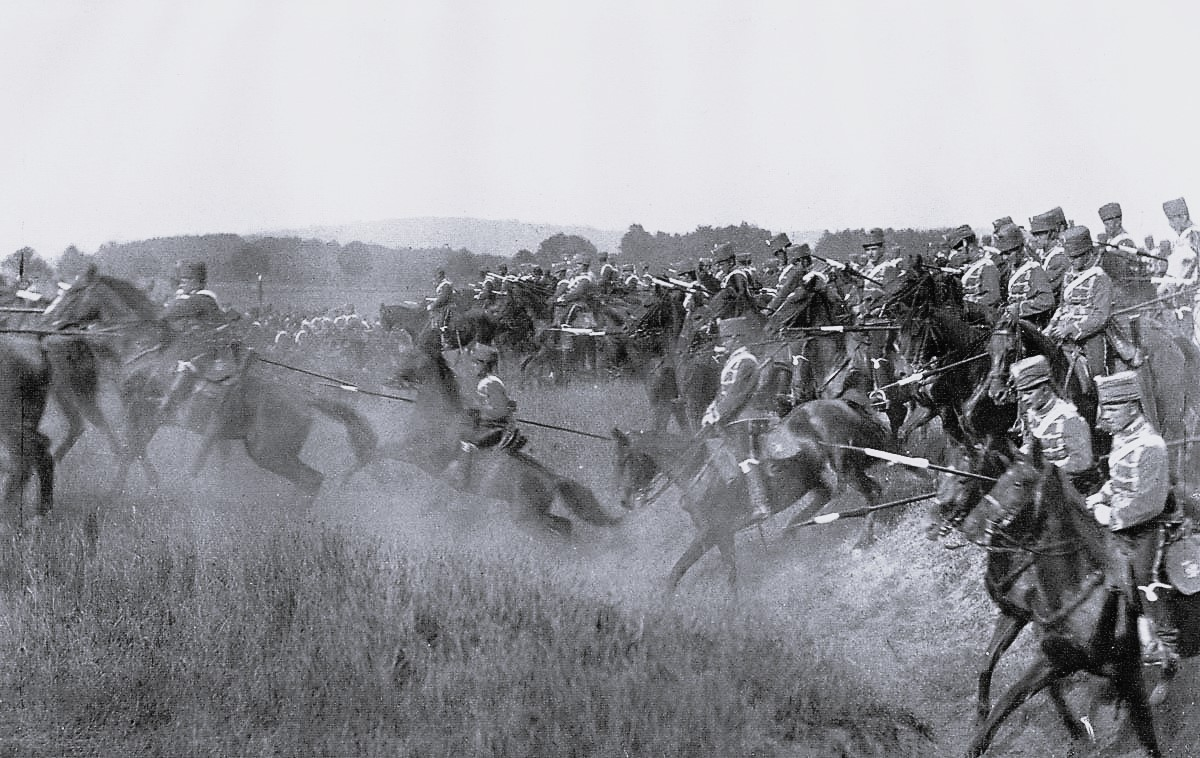
Attacke preußischer Husaren im Kaisermanöver 1912. Kaiser Wilhelm II. bevorzugte massierte Kavallerieattacken, allein wegen des beeindruckenden Anblicks. Deutschland verfügte über 11 Kavalleriedivisionen, die allerdings auf zwei Fronten verteilt werden mussten.
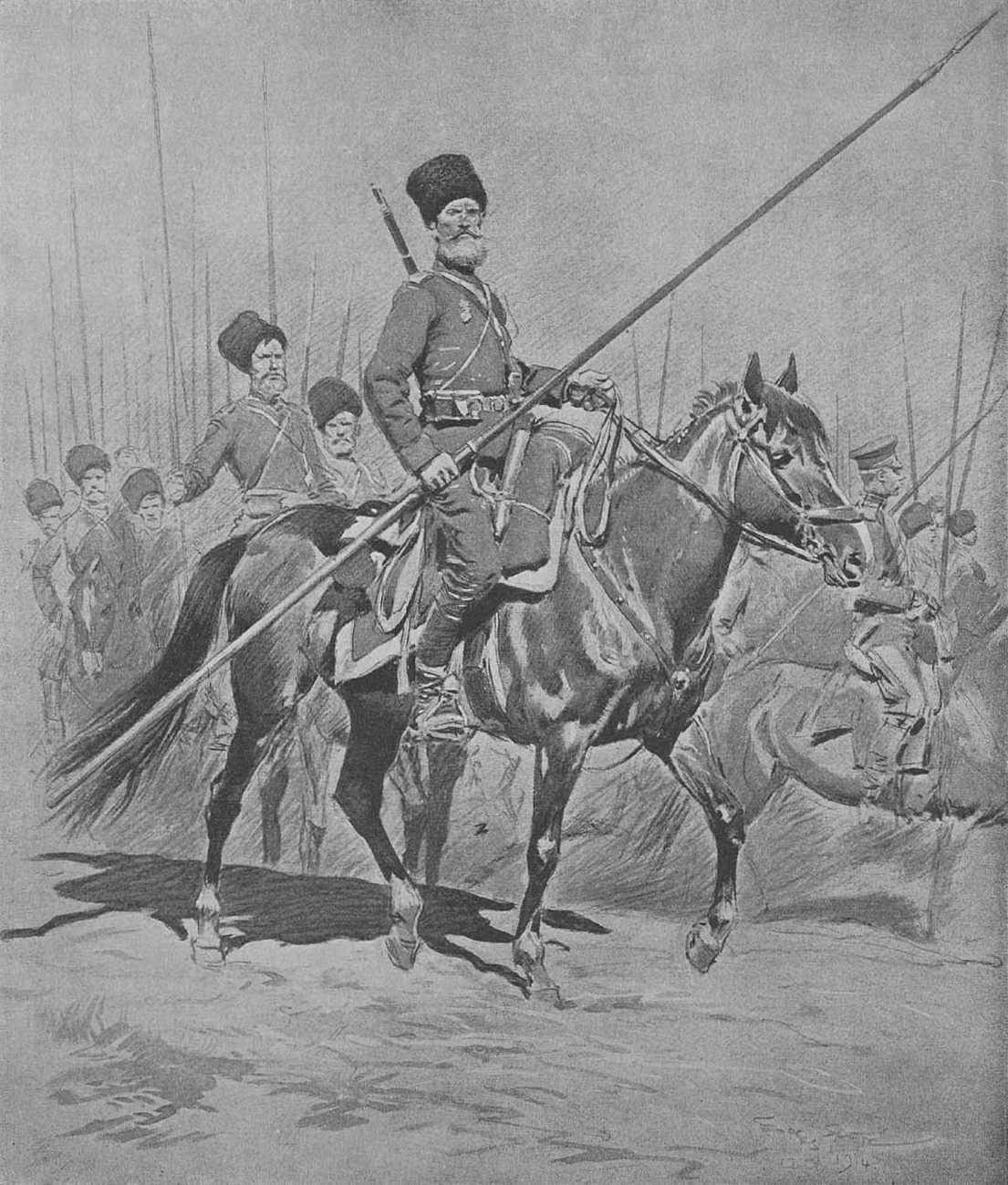
Zeichnung von Georges Scott in der Zeitschrift L’Illustration vom 29. August 1914: „… auf dem Weg nach Berlin“. Die russische Armee besaß 36 Kavalleriedivisionen, von denen 10 gegen Ostpreußen und 16 gegen Österreich-Ungarn in Galizien eingesetzt wurden.

„Während des Krieges von 1870 kam der Kavallerie noch eine wichtige Rolle zu, das galt besonders für die deutsche Grenze […]. In Deutschland hatte sich die Doktrin entwickelt: der nächste Krieg wird zum Triumph der deutschen Kavallerie […]. Vor dieser präzisen Drohung bereitete Frankreich seine Kavallerie aktiv darauf vor, in der Offensive den Stürmen der zahllosen Schwadronen entgegenzutreten, mit deren Hilfe der Feind davon träumte, sein Territorium zu überschwemmen.“

In der Konsequenz war die Kavallerie darauf festgelegt, gemäß dem Mobilisierungsplan sich in den ersten Tagen nach der Kriegserklärung unverzüglich entlang der Grenze zu entwickeln und so den Aufmarsch der französischen Hauptstreitmacht abzuschirmen und zu verschleiern.
Der Aufmarsch der fünf Armeekorps an der Grenze (2., 6., 20., 21. und 7. Korps) begann am 31. Juli 1914 am Morgen als Auswirkung der Generalmobilmachung, wurde aber auf Anordnung der Regierung 10 Kilometer vor der eigentlichen Grenze angehalten.
Die Einberufung der Reservisten dieser Korps wurde am Abend des 1. August befohlen. Die ersten Transportzüge wurden für die Abschirmungstruppen eingesetzt.
Die Hälfte der französischen Kavallerie bildete also direkt vor der Mobilisierungseinberufung die befohlene Abschirmung, dabei wurde jedem Infanteriebataillon eine Begleitschwadron zugeteilt:
- die 8. Kavalleriedivision im Bereich des 7. Korps, der sich über den „Secteur des hautes Vosges“ von Belfort nach Gérardmer erstreckte.
- die 6. Kavalleriedivision im Bereich des 21. Korps, der sich über den „Secteur de la Haute-Meurthe“ von Fraize nach Avricourt erstreckte.
- die 2. Kavalleriedivision im Bereich des 20. Korps, der sich über die „Basse-Meurthe“ von Avricourt nach Dieulouard erstreckte.
- die 7. Kavalleriedivision im Bereich des 6. Korps, der sich über den „Woëvre méridionale“ von Pont-à-Mousson nach Conflans erstreckte.
- die 4. Kavalleriedivision im Bereich des 2. Korps, der sich über den „Woëvre septentrionale“ von Conflans nach Givet erstreckte.[23]

### Schnelle Veränderungen

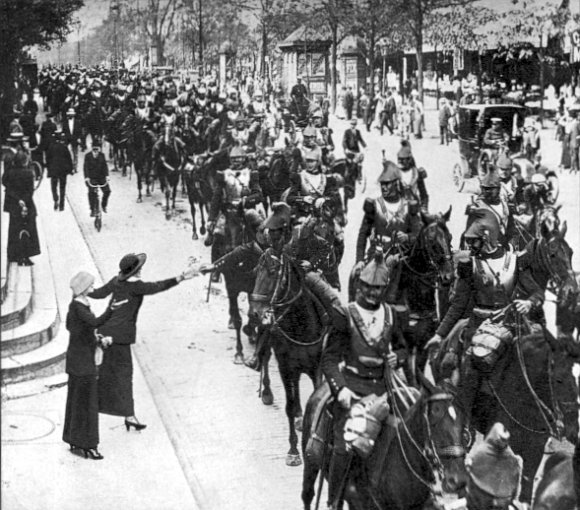
Französische Kürassiere auf einem Boulevard in Paris am 1. August 1914

Zu diesem Zeitpunkt wurde die 1. Kavalleriedivision aus Paris, Versailles und Vincennes bereits in die Transportzüge verladen. (Zwei Regimenter der in Paris stationierten Kürassiere sollten am 31. Juli abgehen, wurden aber auf Befehl der Regierung noch einen Tag in der Stadt gehalten, um gegen mögliche Demonstrationen vorzugehen. Sie wurden dann am 2. August in der Umgebung von Mézières ausgeladen.) Der Divisionsstab unterstand Général André Sordet, dazu kamen die 3. und 5. Kavalleriedivision. Zusammen bildeten sie das Kavalleriekorps, das zum Schutz der linken Flanke der sich entwickelnden Hauptstreitmacht in die Ardennen geschickt wurde. Es sollte außerdem über die belgische Grenze aufklärend wirken.
In Paris wurde die Garde républicaine mit den Aufgaben der Militärpolizei betraut. Seit dieser Zeit ist das Kavallerieregiment der Garde républicaine als Eskorte des Präsidenten der Republik eingesetzt. Die beiden letzten Divisionen hatten den weitesten Weg zurückzulegen: die 10. Kavalleriedivision kam aus Limoges, Libourne, Montauban und Castres, die 9. Kavalleriedivision kam aus Tours, Angers, Luçon, Nantes und Rennes. Sie wurden am ersten Tag der Mobilisierung auf den Kriegsstand gebracht und auf die Bahn verladen. (Für jede Escadron wurde ein Transportzug gebraucht.) Am 5. September wurden die Einheiten in Ostfrankreich ausgeladen. Die ersten Einheiten wurden eingesetzt, um die weiteren ankommenden Transporte abzusichern, was bis zum 18. August dauerte.
Was die in die infanteristischen Großverbände eingefügten Kavallerieeinheiten betrifft, so kamen diese mit den letzten Verbänden aus Afrika, mit der 37. Infanteriedivision aus Philippeville, der 38. Infanteriedivision aus Algier, der 45. Infanteriedivision aus Oran und mit der Marokkanischen Division. Am 5. August waren alle Kavalleriedivisionen einsatzbereit: die 1., 3. und 5. bildeten bei Sedan das „Corps de cavalerie Sordet“, die 4. war in Longuyon bei der 5. Armee, die 9. lag östlich von Verdun mit der 4. Armee in Reserve, die 7. war bei der 3. Armee in der Woëvre-Ebene, die 2. und die 10. Division bei der 2. Armee in Lothringen sowie die 6. nördlich von Baccarat und die 8. südöstlich von Belfort bei der 1. Armee. Diesen zehn französischen standen zehn deutsche Kavalleriedivisionen gegenüber – nur eine deutsche war in den Osten gegangen.

### Grenzschlachten
Die ersten Kämpfe waren Geplänkel zwischen Patrouillen, deren Rolle darin bestand, aufzuklären und durch Befragung von Zivilpersonen Informationen zu besorgen sowie Gefangene zu machen und dadurch die gegnerischen Einheiten zu identifizieren. Als erstes wurden die Einheiten in Kämpfe verwickelt, die in unmittelbarer Nähe zur Grenze in Garnison lagen. Es waren das „11e régiment de dragons“ und das „18e régiment de dragons“, die seit dem 31. Juli 1914 um 05:00 Uhr die Grenze zwischen Morvillars und Grandvillars überwachten. Dem „11e régiment de dragons“ war ein Bataillon des 44. Infanterieregiments unterstellt. Am 2. August gegen 10:00 Uhr erschien eine Patrouille des Jäger-Regiments zu Pferde Nr. 5 aus Mülhausen, bestehend aus einem Offizier und acht Reitern, vor Joncherey. Bei einem Feuergefecht mit einer Korporalschaft der 6. Kompanie des hier liegenden 2. Bataillons des 44. IR wurden sowohl der Leutnant Albert Mayer als auch der Caporal Jules-André Peugeot als erste Soldaten des Krieges getötet.

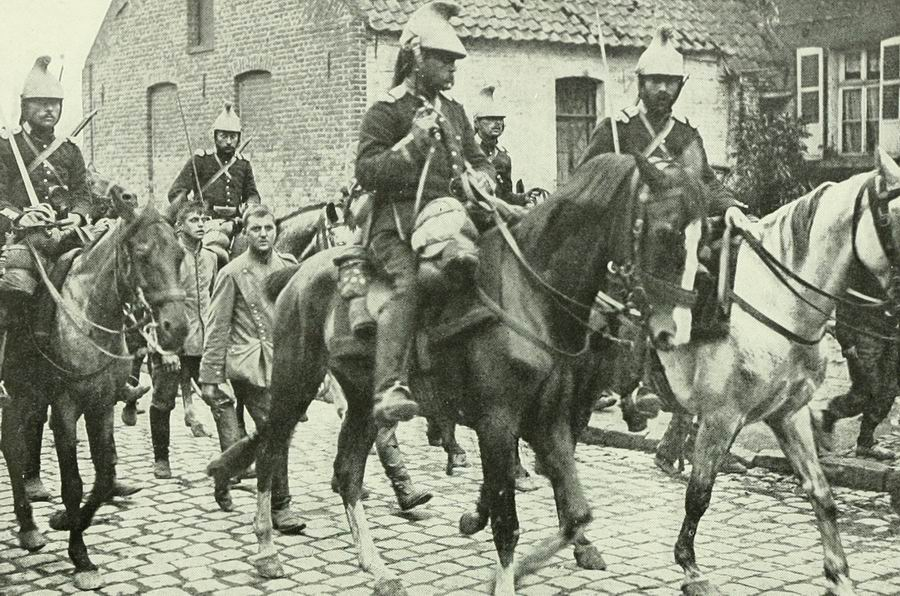
Dragoner bewachen am 24. August 1914 gefangene deutsche Kavalleristen (vorne links ein Ulan oder ein bayerischer Chevauleger). Der Kavallerie wurden ebenfalls Polizeiaufgaben übertragen.

Die Operationen begannen am 7. August, als französische Truppen in das Oberelsaß einmarschierten. An der Spitze der 8. Kavalleriedivision passierte die 1. Escadron des „11e régiment de dragons“ um 06:00 Uhr die Grenze bei Seppois-le-Bas. Um 11:15 Uhr wurde eine Patrouille des gleichen Regiments vor Altkirch beschossen, dann geriet die ganze Kavalleriebrigade unter deutsches Artilleriefeuer. Nachdem französische Infanterie Mülhausen im Elsass besetzt hatte, wurde die Dragonerbrigade zur Überwachung des Sundgaus und der Straße nach Basel eingesetzt. Am 8. August in Tagsdorf liegend, marschierte das „11e régiment de dragons“ am folgenden Tag nach Jettingen, das „18e régiment de dragons“ drang bis Uffheim vor. Der allgemeine Rückzug in die Festung Belfort wurde am 10. August nach der französischen Niederlage bei Mülhausen angeordnet.
Auf den lothringischen Höhen war die Kavallerie ebenso nur zur Aufklärung fähig und um einen schmalen Streifen abzuschirmen. So sollte der Infanterie die Möglichkeit gegeben werden, eine wirkungsvolle Abwehrlinie aufzubauen. Nur die Infanterie war hier, mit Unterstützung der Artillerie, in regelrechte Kämpfe verwickelt. Das erste Geplänkel unter Kavalleriepatrouillen gab es am 4. August. Am 11. August fand das Gefecht bei Lagarde statt. Die deutsche Kavallerie ritt mit zwei Ulanenregimentern, wenn auch unter hohen Verlusten, eine erfolgreiche Attacke, während sich die französische Kavallerie in der Reserve befand und nicht eingesetzt wurde. Anhand der veröffentlichten Verlustzahlen der Schlacht bei Badonviller und denen der Schlacht bei Mörchingen kann festgestellt werden, dass die Infanterie hier die Hauptlast getragen hatte. Gleiches gilt für Mangiennes am 10. August – es waren die Infanteristen, die den Deutschen in den Gräben gegenüberstanden.
In der Offensivbewegung wurden die meisten Kavalleriedivisionen zu zwei provisorischen Korps zusammengefasst. Auf den Lothringer Höhen bildeten die 2., 6. und 10. Kavalleriedivision im August das „Corps Conneau“, mit dem Auftrag, die Verbindung zwischen der 1. und 2. Armee aufrechtzuerhalten, da beide Armeen durch das „Pays des étangs“ getrennt waren. Für die Offensive in den belgischen Ardennen waren die 4. und 9. Kavalleriedivision am 18. August zum „Corps Abonneau“ zusammengefasst und der 4. Armee zugeteilt worden. Nach der französischen Niederlage in der Schlacht bei Neufchâteau wurde das Korps am 25. August wieder aufgelöst. Überall erwies sich die Kavallerie unfähig, die eigenen Streitkräfte über die feindlichen Bewegungen und Positionen zu informieren. In Lothringen hatte sie überhaupt erst am Morgen des 20. August in der Schlacht in Lothringen bei Mörchingen und Saarburg Kontakt mit den Deutschen. Ebenso in den belgischen Ardennen, wo von nicht erkannten deutschen Truppen zwei französische Kolonnen am 22. August während der Schlacht bei Longwy aufgerieben wurden.

#### Das „Corps Sordet“ in Belgien
In den ersten Tagen nach der Mobilisierung wurde bei Mézières ein Kavalleriekorps aufgestellt, um die linke Flanke der französischen Armee zu decken, falls die deutschen Truppen durch die belgische Provinz Luxemburg aufmarschieren würden. Das Korps bestand aus der 1., 3. und 5. Kavalleriedivision unter dem Kommando von Général André Sordet (Generalinspekteur der Kavallerie) und umfasste 72 Escadrons mit 16.000 Reitern sowie eine Fliegerstaffel zur Luftaufklärung, ausgerüstet mit Flugzeugen vom Typ Blériot.

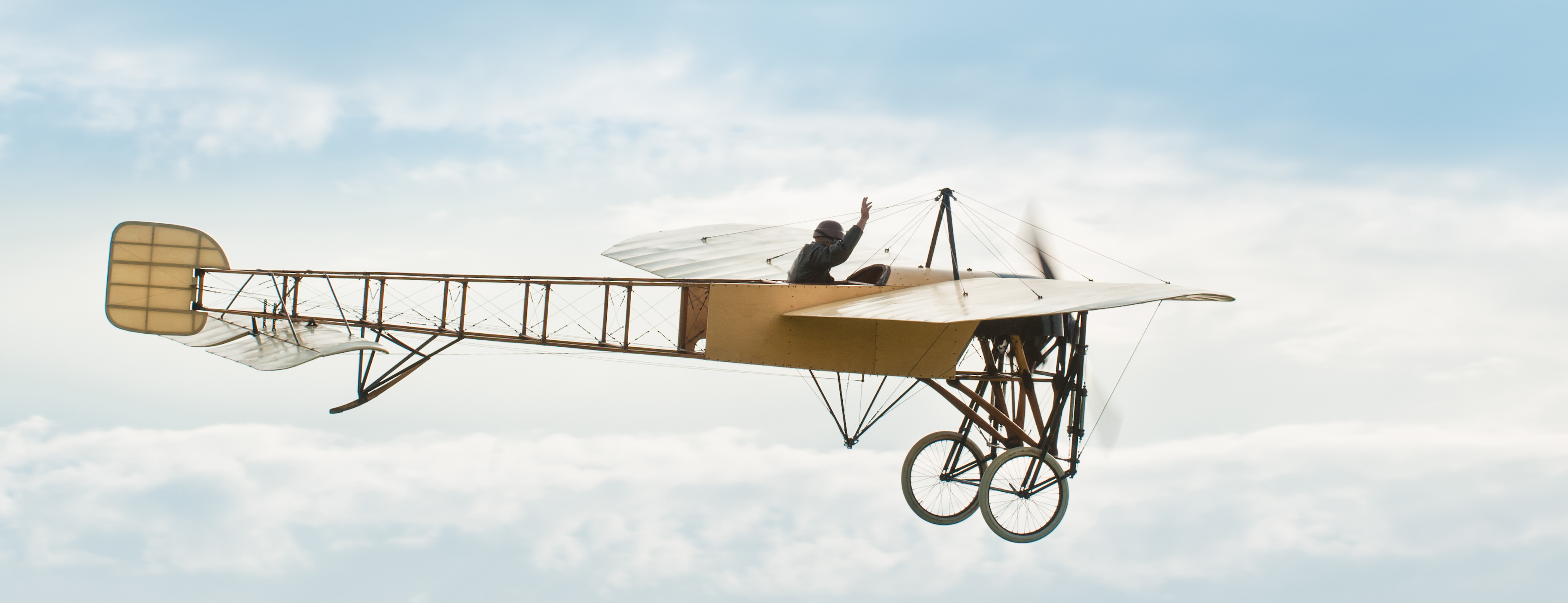
Erste Versuche der Luftaufklärung

Nachdem die belgische Regierung die Erlaubnis zum Grenzübertritt am Abend des 4. August erteilt hatte, wurde am 5. August um 07:20 Uhr der Befehl zu einer Aufklärungsmission nach Norden in Richtung Neufchâteau, Martelange und Bastogne gegeben. Am 7. August erreichten die ersten Einheiten die Lesse. Am 8. August meldete Sordet deutsche Truppen vor Lüttich. Am 9. August forderten die Belgier die französische Kavallerie auf, sich nach Norden zur Maas zu bewegen, um so Brüssel zu schützen, da bereits mindestens eine deutsche Kavalleriedivision von Tongern nach Sint-Truiden unterwegs sei. Am 11. August meldete jedoch das Kavalleriekorps bereits das Erscheinen massiver deutscher Verbände von Osten. Die 1., 2. und 3. Deutsche Armee waren mit einer Gesamtstärke von etwa 743.000 Mann – inklusive fünf Kavalleriedivisionen – weiter auf dem Vormarsch. Das Kavalleriekorps vermied den Kampf und zog sich am 15. August auf das linke Ufer der Maas zurück. Hier stand es von nun an unter dem Kommando der 5. Armee, deren Einsatzgebiet sich nach Norden bis zur Sambre bis nach Gembloux erstreckte. Der Oberkommandierende ließ Sordet am 20. September über den Kommandanten der 5. Armee (Charles Lanrezac) ein Schreiben zukommen, in dem er ihn des Versagens beschuldigte und ihm seine Absetzung mitteilte. Nach den Niederlagen bei Charleroi und Mons geriet das Korps in den allgemeinen Rückzug, der vom 22. August bis zum 6. September andauerte und über Maubeuge, Péronne, Montdidier, Beauvais, Mantes bis nach Versailles führte; mit erfolglosen Versuchen, den deutschen Vormarsch aufzuhalten (z. B. bei Péronne am 28. August). Lange Märsche hin und her, manchmal wie in einem Karussell, erschöpften die Pferde in einer sinnlosen Flucht.

„[…] wir fangen übrigens an, vom Schlafdefizit und der Hitze müde zu werden […] Die 24 Stunden am Tag mit schwerem Marschgepäck gesattelt, Pferde sind völlig erschöpft. Sobald man anhält, bleiben die armen Tiere mit verlorenen Hufeisen und hängendem Kopf wie erstarrt stehen.“

#### Die Schlacht an der Marne

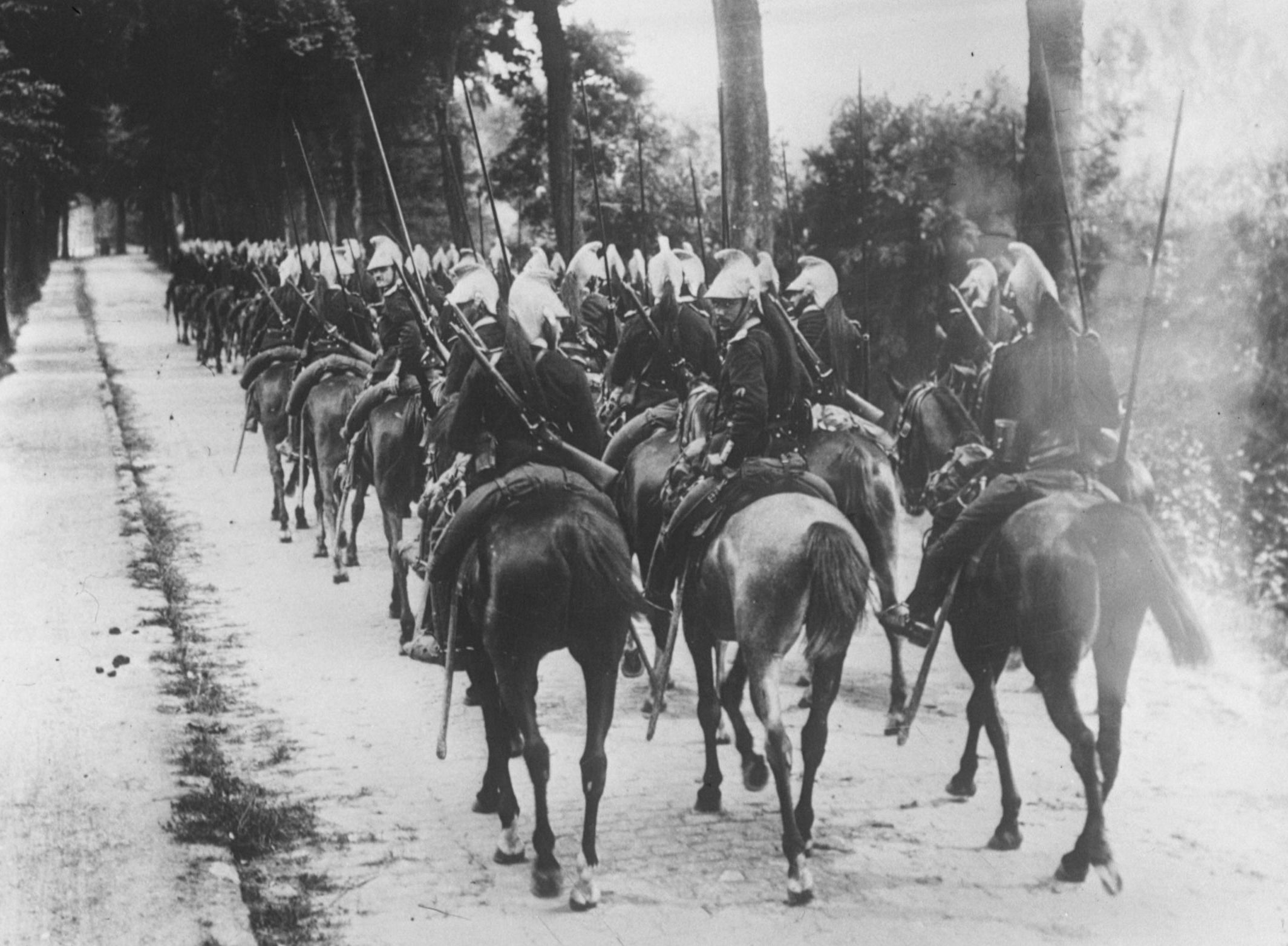
Französische Dragonerkolonne bei Montmort-Lucy im Département Marne im September 1914. Zur Felduniform gehörte ein Helmüberzug, um metallische Spiegelungen zu vermeiden.

Während des Großen Rückzuges (Grande Retraite) marschierte das Kavalleriekorps Sordet, zusammen mit dem britischen Expeditionskorps, quer durch Frankreich nach Norden, verfolgt von den deutschen Streitkräften. Die Kavallerie war nicht mehr in der Lage zu kämpfen – ein Teil der Pferde war bereits an Erschöpfung gestorben, deren Reiter gingen jetzt zu Fuß. Währenddessen wurde am 29. August von Général Cornulier-Lucinière eine „Provisorische Kavalleriedivision“ aus noch verfügbaren und kampfbereiten Einheiten aufgestellt und am 8. September wieder aufgelöst. In den ersten Septembertagen war das Kavalleriekorps Sordet bis südwestlich von Paris zurückgewichen, das „Corps Conneau“ (4., 8. und 10. Kavalleriedivision) befand sich bei den Briten und der 5. Armee, während sich die 9. Kavalleriedivision bei der 4. Armee aufhielt. Ihre Aufgabe bestand darin, die Verbindung zwischen den Armeen aufrechtzuerhalten und die Frontlücken zu verschleiern.
Am 31. August meldete der Capitaine Charles Lepic vom „5e régiment de chasseurs à cheval“ der 5. Kavalleriedivision aus Gournay-sur-Aronde nördlich von Compiègne deutsche Kolonnen in Marschrichtung Südost auf Paris. Die Aufklärung wurde in den folgenden Tagen fortgesetzt (der Capitaine Bertrand konnte eine Stabskarte erbeuten) und führte bis an die äußeren Befestigungen von Paris. Am 1. September wurden die Kavalleriekorps unter das Kommando des Militärgouverneurs von Paris gestellt und mit neuen Pferden ausgestattet. Am 6. September wurden sie der neuen 6. Armee unterstellt. Noch am Morgen dieses Tages war die 5. Kavalleriedivision auf dem Bahnhof Versailles-Matelots in Transportzüge verladen und nach Nanteuil-le-Haudouin (nordöstlich von Paris) gebracht worden. Deutsche Kavallerie war bereits aus Crépy-en-Valois und Senlis gemeldet worden. Am 6. September klaffte zwischen der deutschen 1. und 2. Armee eine Lücke von 40 Kilometern, die aber von zwei deutschen Kavalleriekorps abgeschirmt wurde.
Die Marneschlacht bestand aus mehreren Abschnitten, in denen die Kavallerie jedoch nur eine sekundäre Rolle spielte: die 5. Division in der Schlacht an der Ourq, das „Corps Conneau“ in der Schlacht bei Deux Morins und das „Corps L’Espée“ (am 10. September aus der 6. und 9. Kavalleriedivision aufgestellt und der 9. Armee zugewiesen) in der Schlacht bei Marais de Saint-Gond (Mailly-le-Camp). Am 8. September konnten das Corps Conneau und britische Truppen den Petit Morin überschreiten und die Spitzen der deutschen Kavallerie der 1. und 2. Armee zurückschlagen. Sie erreichten dann bei Château-Thierry die Marne, als die Deutschen begannen, sich zurückzuziehen (Wunder an der Marne).

#### Wettlauf zum Meer

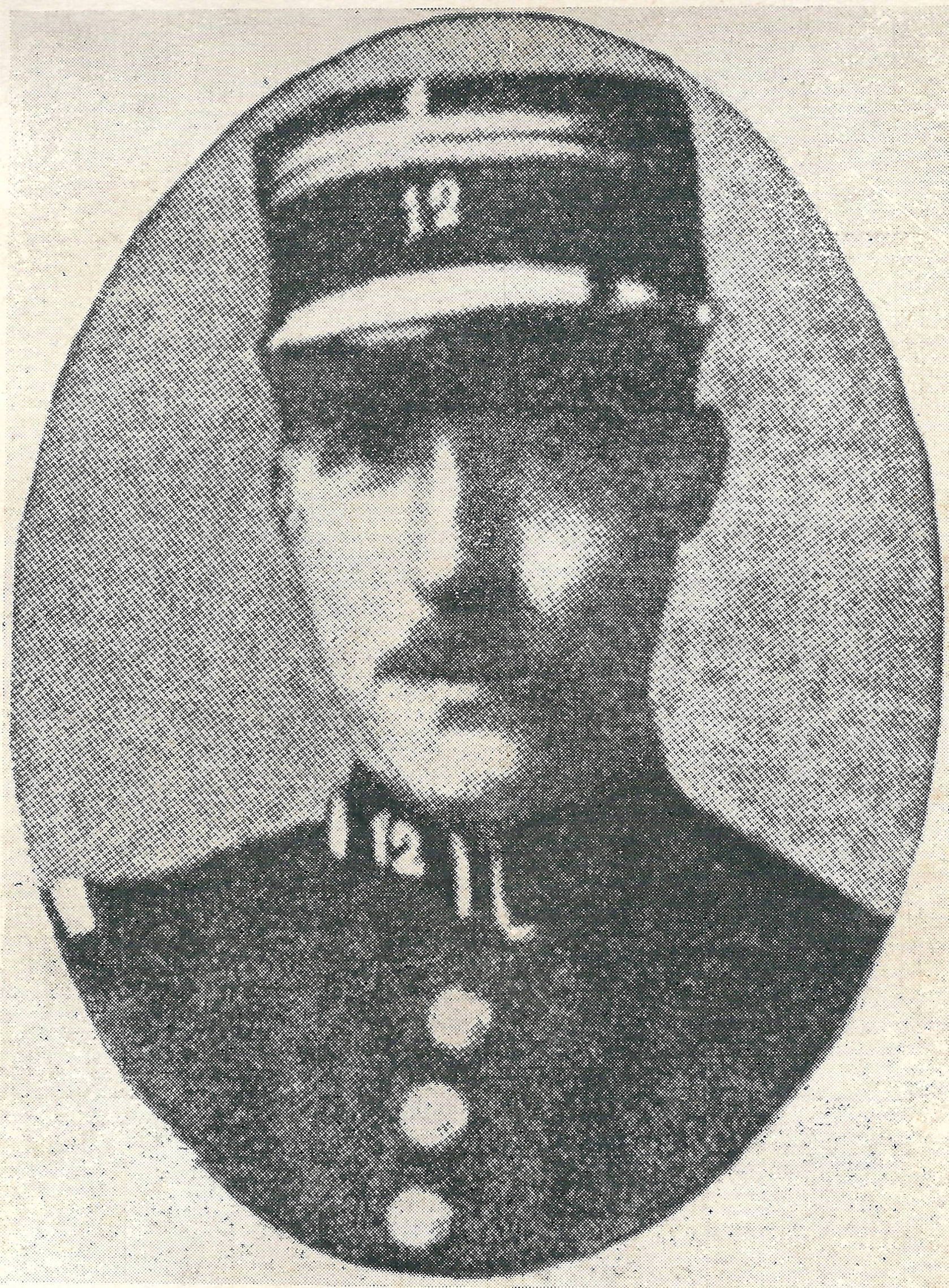
Der Sous-lieutenant Jean de Lattre de Tassigny (12^{e} régiment de dragons)

Nach den Kämpfen an der Marne wurde die Kavallerie konsequenterweise mit der Verfolgung der zurückweichenden Deutschen eingesetzt. Das konnte allerdings nur langsam vorangehen, da die Pferde mit ihrer Kraft am Ende waren, und es konnten daher nur einige wenige Nachzügler gefangen genommen werden.

„[…] in der Marneschlacht ausgelaugt, waren […] als der Sieg nahe war […] die Pferde nicht mehr in der Lage, den Rückzug der Deutschen in eine unkontrollierbare Flucht zu verwandeln.“

Am 8. September wurden die Reste der 8. Kavalleriedivision nach Crépy-en-Valois beordert, um ein Unternehmen hinter den deutschen Linien in den Wäldern von Compiègne und Villers-Cotterêts durchzuführen. Während dieser Unternehmung führte eine Escadron des „16e régiment de dragons“ am Abend des 11. September einen Angriff auf eine Kraftwagenkolonne aus, die Flugzeuge auf die Höhe von Mortefontaine (Aisne) transportierte. Zuerst eröffneten zwei abgesessene Züge das Feuer, dann attackierte ein berittener Zug, wurde aber durch das Feuer aus einem Maschinengewehr abgewehrt. Am 10. September konnten zwei Reiter des „3e régiment de hussards“ bei Mont-l’Évêque 15 versprengte Infanteristen des Thüringischen Reserve-Infanterieregiments Nr. 94 zur Aufgabe zwingen und dabei die Fahne des 2. Bataillons erbeuten. Der Capitaine Sonnois und der Maréchal-des-logis Noury machten dabei vier Gefangene und brachten die erbeutete Fahne nach Senlis.
Die Verfolgung wurde ab dem 14. September abgebrochen und die ausgelaugte französische Kavallerie angehalten. Die 10. Kavalleriedivision hatte sich noch am 14. und 15. September in die Lücke zwischen die 1. und 2. deutsche Armee geschoben, bei Pontavert die Aisne überquert, das Camp de Sissone erreicht und dann den Rückzug angetreten. Am 17. September geriet der Général Marie Joseph Eugène Bridoux, Kavalleriekorps-Kommandant, der mit seinem Stab mit Kraftfahrzeugen unterwegs war, bei Pœuilly in einen Feuerüberfall deutscher Kavallerie. Dabei fielen er und ein Teil seines Stabes.
Der Wettlauf zum Meer machte aus den Kavalleristen mehrheitlich „berittene Infanterie“, gezwungen, Abwehrstellungen zu beziehen und das Eintreffen der regulären Infanterie abzuwarten. Sechs der zehn Kavalleriedivisionen befanden sich auf dem linken Flügel, nur die 2. Kavalleriedivision verblieb in der Woëvre-Ebene. Man setzte alle verfügbaren Mittel ein, um die Schlacht fortzuführen: so wurde am 15. September unter dem Befehl von Général Antoine Beaudemoulin eine neue „Provisorische Kavalleriedivision“ aus den Resten der „Brigade Gillet“ und den Reserveescadrons aufgestellt. Eingesetzt war diese Division am 25. September an der Somme, um am 9. Oktober wieder aufgelöst zu werden. Es war die Periode, in der die Kavalleristen mit der Lanze zu Fuß angriffen, da sie nicht über Bajonette verfügten: so am 20. Oktober bei Staden durch zwei Escadrons des „16e régiment de dragons“ und des „22e régiment de dragons“. Am 30. September wurden auf dem linken Flügel der Front zwei Kavalleriekorps zusammengestellt und bei Arras eingesetzt: das 1. Kavalleriekorps mit der 1., 3. und 10. Kavalleriedivision unter dem Kommando von Général Conneau und das 2. Kavalleriekorps mit der 4., 5. und 6. Kavalleriedivision unter Général Antoine de Mitry.
Am 5. Oktober wurde in Lens aus diesen beiden Korps eine Kavalleriekorps-Gruppe (Groupement de corps de cavalerie) gebildet und dem Général Conneau unterstellt. Die Gruppe war der 10. Armee zugeteilt und wurde unverzüglich in der Schlacht im Artois bei Aix-Noulette und Notre-Dame-de-Lorette eingesetzt. Am 7. Oktober wurde die Gruppe wegen Erfolglosigkeit zunächst wieder aufgelöst, aber bereits am 12. Oktober an der Leie wieder in Dienst genommen – nur um am 16. Oktober endgültig aufgelöst zu werden. Nach dem Beginn des Stellungskrieges war die Kavallerie für die Aufklärung nicht mehr brauchbar, weswegen diese Aufgabe dann auf die Flugzeuge übertragen wurde. Das Einbringen von Gefangenen zum Zwecke der Befragung überließ man den Francs-tireurs und ihrer Guerillataktik.

### Grabenkrieg (1915–1918)

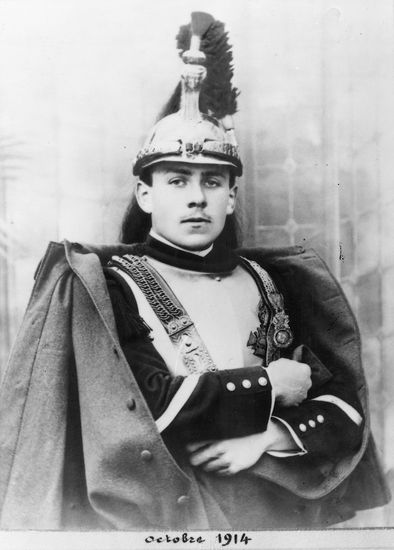
Louis-Ferdinand Céline, maréchal des logis im 12^{e} régiment de cuirassiers, mit der Médaille militaire

Die Stabilisierung der Front im Herbst 1914 führte zum Grabenkrieg, der sich zu einer Art gewaltiger Belagerung wandelte. Auf diesem Schlachtfeld, durchzogen von Gräben und Stacheldrahtverhauen, durchlöchert von Granattrichtern, war die Kavallerie fehl am Platze geworden.

#### In Erwartung des Durchbruchs
Für jede der alliierten Offensiven – 1915 die Winterschlacht in der Champagne, die Lorettoschlacht, die Schlacht im Artois und die Herbstschlacht in der Champagne, 1916 die Schlacht an der Somme, 1917 die Schlacht an der Aisne und die Schlacht bei Cambrai – waren die Kavalleriedivisionen im Rücken der Front konzentriert, um bei Durchbrüchen durch die Front nachzustoßen und die Frontlücken zu erweitern. (Die Briten taten das gleiche mit ihren Kavalleriedivisionen der indischen Kavallerie.) Am 2. September 1915 wurde das 3. Kavalleriekorps mit der 6., 8. und 9. Kavalleriedivision unter dem Kommando von Général de Buyer aufgestellt (am 28. Dezember 1916 wieder aufgelöst).
Zum Beispiel standen 1915 bei der Herbstschlacht in der Champagne sieben Kavalleriedivisionen bereit: das 3. Kavalleriekorps (6e, 8e und 9e Kavalleriedivision) hinter der 2. Armee, die 2. Kavalleriedivision und das 2. Kavalleriekorps (4., 5. und 7. Kavalleriedivision) hinter der 4. Armee. (Während der Schlacht im Artois waren die 1. und 3. Kavalleriedivision sowie eine Spahi-Brigade hinter der 10. Armee aufgestellt.)
Am 28. September waren die deutschen Linien durchbrochen, die 8. Kavalleriedivision sollte sich nach Süden auf Perthes-lès-Hurlus und die 5. Kavalleriedivision nach Norden auf Souain bewegen. Allerdings unterband der deutsche Widerstand diese Aktionen.

Die Kavallerie der Afrikanischen Armee in der Reserve
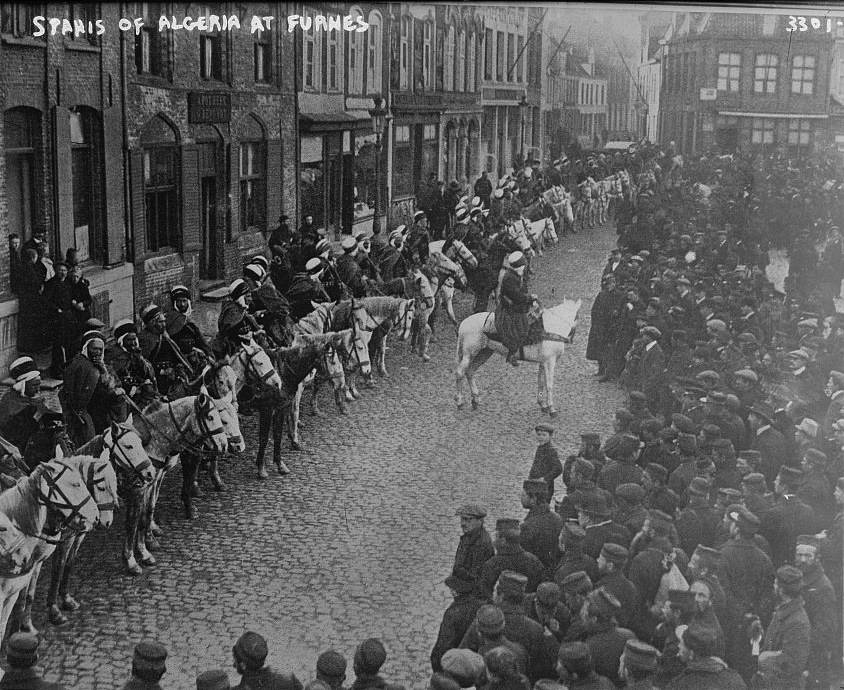
„Spahis algériens“ in Veurne
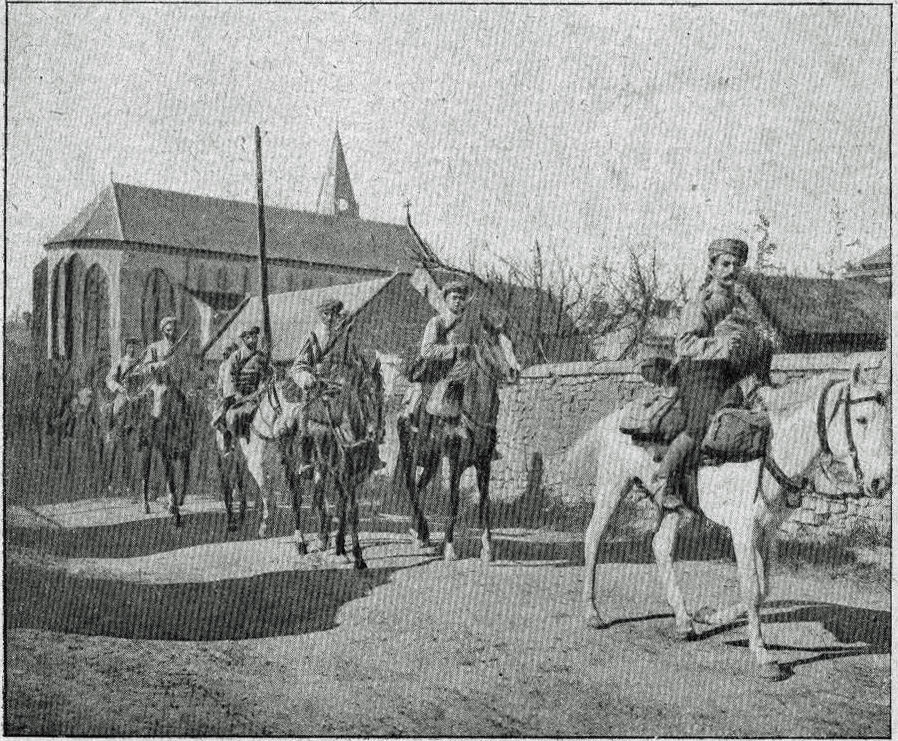
Reiter des Marschregiments der „Spahis marocains“ 1915

#### Wechsel in die Kampfgräben
Trotz des sich fest etablierenden Stellungskrieges wurde am 25. September 1915 während der Herbstschlacht in der Champagne nochmals eine Kavallerieattacke durchgeführt. Nachdem die deutsche Hauptkampflinie niedergekämpft war, wurde das dem 20. Armeekorps zugeteilte „20e hussards“ am Vormittag nach vorn geschickt, in der Hoffnung, dass es die 2. deutsche Linie überrennen könne. Der Kommandant des 7. Armeekorps, Général de Villaret, schickte das „11e chasseurs á cheval“ um 09:25 Uhr nördlich von Saint-Hilaire-le-Grand 10 Minuten hinter den Angriffsreihen der 37. und 14. Infanteriedivision vor. Zur Vorbereitung des Angriffs des „11e chasseurs á cheval“ wurde eine Abteilung von 80 Reitern und vier Pionieren eingesetzt, die in den Nächten vom 3. bis zum 19. September Planierungsarbeiten durchführten, Behelfsbrücken zum Überschreiten über die Gräben bauten und drei Breschen in die französischen Drahtverhaue schnitten. Die Arbeitsabteilung war in drei Züge eingeteilt: die Leute mit den Drahtscheren, die Planierer und die Brückenbauer (sie sollten dann auch die Brücken über die deutschen Gräben werfen). Am 25. September versammelte sich das Regiment um 05:30 Uhr in einem kleinen Wäldchen. Um 08:50 stellte der Kommandant, Colonel Durand, drei Kolonnen auf. rechts die 1. und 2. Escadron, in der Mitte die 3. und Teile der 5. Escadron und links die 7. und Teile der 5. Escadron. Jede Kolonne marschierte in Reihe, die Gruppen mit 25 Meter Abstand. Um 09:15 befanden sich die Kolonnen am Ortsausgang von Saint-Hilaire. Der Colonel setzte sich an die Spitze der mittleren Kolonne, und um 09:25 Uhr kam der Befehl zum Angriff.

„Die drei Kolonnen gingen im Galopp über die ersten Grabenbrücken, die sofort von der Artillerie abgeschirmt wurden. Die deutsche Artillerie verkürzte ihr Feuer, je weiter die Kolonnen vorankamen. Sobald die Kolonnen die feindlichen Gräben erreichten, wurden sie unter massives Gewehr- und Maschinengewehrfeuer genommen. Eine Anzahl der Pferde wurde getötet oder verletzt. Letztere galoppierten in alle Richtungen, sprangen über die Gräben oder fielen hinein und blockierten sie. Die verletzten Reiter, die noch gehen oder kriechen konnten, versuchten in die von den Zuaven oder Tirailleurs der 37. Infanteriedivision eingenommenen Gräben zu kommen. Trotz des mörderischen Feuers, das die Spitzen der Escadrons dezimierte, kamen sie bis an die deutschen Drahtverhaue. An der Spitze der rechten Kolonne springt der Sous-lieutenant Preiss mit seiner Gruppe von den Pferden, reißt die Zuaven und Tirailleurs mit und dringt in den 3. Graben ein, wo er getötet wird. An der Spitze der mittleren Kolonne kann der Lieutenant Legrand mit seiner Gruppe ein Grabenstück besetzen. An der Spitze der linken Kolonne fällt der Lieutenant Tézenas am deutschen Drahtverhau durch einen Kopfschuss. Der Capitaine Levenbruck erkannte, dass der Colonel und der Lieutenant-colonel nicht mehr beritten waren. Er übernahm das Kommando über die Reste des Regiments und führte sie nach St-Hilaire zurück. […]

In diesem Angriff hatten der Stab und die drei Escadrons der Spitze (vor allem die 5. Escadron) die schwersten Verluste an Menschen und Pferden. Die drei Escadrons der zweiten Linie (2., 4. und 7. Escadron) haben weniger gelitten. Die verletzten Reiter wurden unter großen Schwierigkeiten geborgen und versorgt. Mehrere verletzte Pferde irrten umher oder fielen in die Gräben, wo sie verendeten.“

Die Arbeitsabteilung, obwohl stark dezimiert, blieb noch bis zum nächsten Morgen für die Infanterie im Einsatz. Vom 26. bis 29. September blieb das Regiment noch in der Front, um die von der Infanterie eingenommenen deutschen Gräben zu besetzen und um hier auf eine neue Aufgabe zu warten. Am 29. September verzichtete das Armeekorps auf einen weiteren Einsatz der Kavallerie zu Pferde und zog die Reste des Regiments aus der Front.

#### Andere Einsätze
Nicht mehr im Kampfeinsatz zu Pferde, blieben für die Kavallerie andere wichtige Aufgaben, wie die Kontrolle der Nachschubwege oder Polizeiaufgaben in den Kampf- und rückwärtigen Gebieten als Ersatz für die Gendarmerie nationale.
Um die aufkommende Untätigkeit zu kompensieren, gingen die Kavallerieregimenter regelmäßig in die vordersten Kampfgräben, um Infanteriedienst abzuleisten. So besetzten die abgesessenen Reiter der 10. Kavalleriedivision zusammen mit der Territorial-Infanterie während der meisten Zeit des Jahres 1915 den Sektor Leimbach und Burnhaupt-le-Haut. Während der Herbstschlacht in der Champagne wurden die abgesessenen Reiter und die Artilleriebatterie des 2. Kavalleriekorps dem 6. Armeekorps unterstellt. Von den insgesamt 1.300 Mann wurden 201 getötet, 714 verwundet, und 484 wurden vermisst.
Im Jahre 1917, während der Periode der Meuterei und der Streiks, wurde die Kavallerie wegen ihres Ansehens und der Art ihrer Rekrutierung aus den Ereignissen verhältnismäßig ausgespart. Allerdings war das „25e régiment de dragons“ mit die erste Einheit, die am 28. Mai 1917 in ihrer Garnison in Vendeuil die Internationale sang. Zur Aufrechterhaltung der Ordnung wurden die Dragonerbrigaden des 1. Kavalleriekorps Ende Mai gegen die meuternden Einheiten eingesetzt. Danach wurden sie abwechselnd in die großen Industriezentren verlegt, um in Polizeieinsätzen mitzuwirken und um in den Bahnhöfen und Depots die Rückkehr der Urlauber zu überwachen.
Schließlich wurden die unbeschäftigten Kavallerieeinheiten zu Arbeitseinsätzen herangezogen, so zum Bau von Gräben oder zum Anfertigen von Faschinen. Weiterhin mussten sie auf den Feldern helfen; Mitteilung einer Brigade an die 10. Kavalleriedivision:

„Die Regimentskommandeure sind autorisiert, den Zivilbewohnern zur Erleichterung von deren Arbeit Pferde auszuleihen.“

Ferner wurden sie zu Planierungsarbeiten in den befestigten Regionen eingesetzt, so das „11e régiment de hussards“, das am Fort de la Chaume in Verdun Arbeiten verrichtete, oder das „22e régiment de chasseurs“, das 1915 einen Flugplatz anlegte.

### Eklatante Veränderungen

#### Aufstellung weiterer Einheiten
In den ersten Monaten des Krieges wurden einige weitere Kavallerieeinheiten aufgestellt, so dass es insgesamt 96 Regimenter gab:
- 12 Kürassierregimenter
- 33 Dragonerregimenter
- ein gemischtes Dragoner-/Husarenregiment
- 22 Regimenter Jäger zu Pferde (das 22. war ein Marschregiment)
- 16 Husarenregimenter (Nr. 1 bis 14 – Nr. 16 und 15 als Marschregimenter)
- 7 Regimenter afrikanische Jäger (Nr. 1 bis 6 – Nr. 8 war ein Marschregiment)
- 4 Regimenter afrikanische Spahis
- 1 Marschregiment marokkanische Spahis

Ende August 1914 kratzte der Militärgouverneur von Paris alles zusammen, was noch zu finden war, und stellte damit eine provisorische Kavalleriebrigade zu zwei Regimentern aus den Reservisten in den Depots der Militärregion Paris auf. Diese wurden von einigen Offizieren der Kavallerieschule in Saumur kommandiert. Am 25. August wurde das „Régiment mixte de cavalerie“ (Gemischtes Kavallerieregiment) aus den Reservegruppen des „15e régiment de dragons“ und dem „8e régiment de hussards“ als „Régiment mixte de marche de cavalerie“ (Gemischtes Kavallerie-Marschregiment) aufgestellt. Am 31. Dezember wurde es wieder aufgelöst. Am 26. August 1914 wurde das „33e régiment de dragons“ aufgestellt. Dazu wurden die 7. Escadrons des „6e“, „23e“, „27e“ und „32e régiment de dragons“ verwendet. Das Regiment hatte sein Depot in Vincennes und in Versailles, es wurde am 20. Januar 1916 aufgelöst.
Am 9. Oktober 1914 wurde an der Meurthe eine weitere zeitweilige Kavalleriebrigade aufgestellt. Sie bestand aus den Divisionsescadrons des „6e régiment de hussards“ und des „10e régiment de hussards“. Das „Régiment des hussards de réserve B“ wurde am 19. August 1915 zunächst in „17e régiment de marche de hussards“ umbenannt, aber bereits am 7. Januar 1916 wieder aufgelöst. Im Dezember 1914 wurde die „Brigade Matuzinski“ aufgestellt, um die 10. Kavalleriedivision zu komplettieren. Diese Brigade wurde im April 1915 in „23e brigade légère“ umbenannt. Das Marschregiment des „12e régiment de hussards“ wurde am 12. Dezember aufgestellt und bildete zusammen mit denen des „5e régiment de hussards“ und des „6e régiment de hussards“ die „Groupe d’escadrons de réserve de 71e division d’infanterie“. Das Rekrutendepot des „3e régiment de chasseurs à cheval“ bildete am 29. Juni 1915 eine Escadron zu Fuß. Alle diese Einheiten wurden am 30. Juli 1915 zum „16e régiment de marche de hussards“ (16. Husaren-Marschregiment) zusammengelegt. Am 7. Januar 1916 wurde es wieder aufgelöst. Das „Régiment de marche de chasseurs à cheval“ wurde am 14. Dezember 1914 aus der 6. Escadron des „11e régiment de chasseurs à cheval“, der 5. Escadron des „14e régiment de chasseurs à cheval“ und der 11. Escadron des „16e régiment de chasseurs à cheval“ aufgestellt. 1915 wurde es in „22e régiment de chasseurs à cheval“ umbenannt und am 4. Januar 1916 aufgelöst.

#### Umwandlungen
Im Laufe des Konflikts mussten Kavallerieeinheiten ihre Pferde abgeben und wurden zu Kavallerieschützen (unités à pied – Einheiten zu Fuß) umgewandelt. Sie bekamen andere Uniformen, andere Bewaffnung und eine andere Aufgabe.
Im Oktober 1914 hatte jede Kavalleriedivision eine „Leichte Gruppe“ (Groupe léger) erhalten. Sie bestand aus einem Infanterieregiment zu drei Bataillonen, mit einem Stamm aus einer Escadron zu Fuß in jedem der sechs Regimenter der Division. Im Juni 1916 wurden die meisten der zehn „groupes légers“ in die Kürassierregimenter eingegliedert. Am 1. Juni 1916 wurde das „1er régiment léger“ (1. leichtes Regiment) – ein Infanterie-Marschregiment zu drei Bataillonen mit 65 Offizieren und 2.474 Mann – aufgestellt. Jedes Bataillon bestand aus zwei Escadrons. Das Regiment verfügte über drei Maschinengewehrkompanien (je drei Offiziere und 123 Mann). Gebildet wurde es aus den „Groupes légers“ der 2. und 10. Kavalleriedivision, einer Reserveescadron des „29e régiment de dragons“ und einigen kleineren Kontingenten der Chasseurs à cheval. Die Offiziere kamen alle von der Kavallerie, der Kommandant war ein Colonel der Kavallerie. Das Regiment war der 2. Kavalleriedivision zugeteilt und wurde in der Nacht vom 1. auf den 2. Juli bei Seppois-le-Haut in der Front eingesetzt. Diese Einheit wurde als einzige ihrer Art am 15. August 1917 aufgelöst und durch eine Kürassierregiment zu Fuß ersetzt.
Im Mai 1916 mussten das 4., 5., 8., 9., 11. und 12. Kürassierregiment die Pferde an die Artillerie abgeben; sie wurden als „Régiments de cuirassiers à pied“ zu Infanterieeinheiten umgewandelt. Zuerst gehörte noch jedes der Regimenter zu einer Kavalleriedivision, dann wurde jedoch im Dezember 1917 und Januar 1918 die „Divisions de cavalerie à pied“ (Kavalleriedivision zu Fuß) gebildet. Das 4., 9. und 11. Kürassierregiment zu Fuß kämpfte im April 1917 bei der Einnahme der Mühle von Laffaux während der Schlacht an der Aisne.
Am 11. November 1915 wurden 48 Escadrons aus den Divisionen herausgezogen und aufgelöst. Am 31. Dezember wurden 29 Escadrons Dragoner aufgelöst und durch die „Groupes légers à pied“ (Leichte Gruppen zu Fuß) ersetzt. Am 1. Juni 1916 wurden die 9. und 10. Kavalleriedivision, am 5. August 1916 die 8. und im Juli 1917 die 7. Kavalleriedivision aufgelöst. Eine Anzahl der Offiziere wurden zur Infanterie, zur Artillerie und zu den Fliegern versetzt. Der unnötig hohe Personalbestand wurde so im Laufe des Konflikts etwas verringert: von 102.000 Mann (3,7 % des Gesamtpersonalbestandes) 1914 auf 91.000 Mann (3,2 % des Gesamtpersonalbestandes) im Jahre 1918, während alle anderen Waffengattungen weiter zunahmen.

#### Änderung in Uniformierung und Bewaffnung
Bei Kriegsbeginn rückten die Kürassiere in einem blanken Brust- und Rückenpanzer aus, die Reiter aller Truppengattungen trugen den gleichen Helm mit Kamm und Pferdeschweif, der mit einem erdbraunen Bezug bedeckt war. Am 16. Oktober 1916 wurde die rote Hose der leichten Kavallerie durch eine solche von blauer Farbe ersetzt. Generell wurde bereits im Dezember 1914 befohlen, dass alle Reiter die gleiche Uniform wie die Infanterie zu tragen hätten – was bis Ende 1915 abgeschlossen sein sollte. Ab Juni 1915 wurde der Stahlhelm (Modell Adrian) ausgegeben, die bisherigen Kopfbedeckungen wurden im Kampf nicht mehr verwendet. Am 16. Oktober 1915 wurde bestimmt:

„Alle Einheiten der Kavallerie an der Front, einschließlich der Chasseurs d’Afrique, haben den allgemeinen Helm zu tragen.“

Gasmasken wurden verteilt, einschließlich solcher für die Pferde. Die Ausrüstung an Werkzeugen wurde umfangreicher: Zu den Hippen kamen Sägen und Äxte, dazu Schaufeln, 94 Hacken und 20 Drahtscheren pro Escadron sowie die Divisionsvorräte, verladen auf drei Lastwagen: 260 Schaufeln, 130 Hacken, 30 Äxte, Sandsäcke, Stacheldraht usw. Der Karabiner wurde im Oktober 1914 durch den Mousqueton Berthier modèle 1892 ersetzt (ersterer hatte keine Vorrichtung zur Anbringung eines Bajonetts). Die Karabiner wurden dann 1915 zu Mousquetons umgebaut und von 1916 bis 1920 nochmals modifiziert, indem sie statt des Drei-Patronen-Magazins jetzt eins mit fünf Patronen erhielten. Die Lanze wurde abgegeben und die Kürasse im September 1915 im Depot eingelagert. Die Feuerkraft wurde verstärkt, indem jedes Regiment einen Maschinengewehrzug erhielt, die Munitionsausstattung am Mann wurde von 96 Patronen auf 165 erhöht (75 in den Patronentaschen am Koppel und 90 in einer Patronentasche am Sattel). Die Einheiten wurden in der Infanterietaktik unterrichtet und am Granatwerfer ausgebildet. Ab dem 1. März 1916 wurden Maschinengewehre vom Typ Chauchat ausgegeben. Von dem 9 Kilogramm schweren Gewehr erhielt jede Escadron vier Stück. Jedes Regiment erhielt 36 Schießbecher für Gewehrgranaten vom Typ „Tromblon“ und 1.000 Gewehrgranaten vom Typ „Vivien-Bessières“ pro Gerät. Es wurden 150 Brandgranaten mitgeführt. Dazu kamen Infanteriegeschütze vom Kaliber 37 mm Canon d’Infanterie de 37 modèle 1916.
Nach den Versuchen der Vorkriegszeit wurden erste motorisierte und gepanzerte Fahrzeuge eingesetzt. Dafür wurden die Fahrgestelle von Zivilfahrzeugen verwendet, so von Kleinlastwagen der Firmen Renault, Peugeot, Delaunay-Belleville, De Dion-Bouton oder White TBC. Diese Fahrzeuge wurden leicht gepanzert und erhielten als Bewaffnung ein Maschinengewehr, eine 37-mm- oder eine halbautomatische 47-mm-Marinekanone. Wenn auch letztere für die Marine bestimmt waren, wurden sie jedoch unverzüglich von der Kavallerie übernommen.
Die Panzerwagengruppen wurden nach der Aufstellung den Kavalleriedivisionen zugewiesen. Die 8. Division erhielt ihre Gruppe im Oktober 1914, die 9. Division im November 1914 und die 7. Division im Dezember 1914. Die anderen Divisionen wurden im Jahre 1915 ausgestattet. Im November 1915 erhielt die 7. Division eine zweite Gruppe, die anderen im Mai/Juni 1916. Unter den insgesamt 17 Gruppen befand sich die 10. Gruppe ab August 1916 in Rumänien.

#### Neuorientierung
„Die Charakteristik des Schlachtfeldes ist die absolute Leere. Auch Flugzeuge können keine Ansammlungen oder Kolonnen mehr ausmachen. Die Kavallerie soll nicht als einzige Waffe übrigbleiben, die auf dem Schlachtfeld herumspaziert und so ein leichtes Ziel bietet. Das Procedere des ‚Marschierens und Biwakierens‘ sowie des ‚Kämpfens‘ muss also grundlegend geändert werden. Von jetzt an sollen die Einheiten zu Pferde, die sich in der Nähe der Front befinden, in offenen Formationen operieren, die Reiter gestaffelt über das Gelände verstreut.“

Diese neuen Texte wurden zum theoretischen Rahmen der Kavallerieausbildung, besonders die Instruction sur l’emploi de la cavalerie dans la bataille (Instruktion zum Einsatz der Kavallerie auf dem Schlachtfeld) vom 26. Mai 1918, in den Einheiten angewandt. Es wurde entschieden, wie viele abgesessene Reiter als Infanteristen in der stabilisierten Front eingesetzt und dass die Kavallerieeinheiten in den Regeln des Infanteriekampfes ausgebildet werden sollen. Die Vorschrift definierte die neuen Prioritäten der Kavallerie:

„1. Schnelligkeit und Mobilität sind die bestimmenden Qualitäten der Kavallerie. Die Missionen, die ihr in der Schlacht obliegen, basieren auf diesen Eigenschaften, die die anderen Waffen in der gleichen Art und Weise nicht besitzen.

2. Die Taktik der Kavallerie muss die Kraft des Feuers im modernen Kampf berücksichtigen; ihre Organisation und Bewaffnung ermöglichen es ihr gegenwärtig, ihn zu betreiben. Die Kavallerie muss also fähig sein, auch zu Fuß, in Verbindung mit der Artillerie, zu kämpfen. Trotzdem muss der Kampf zu Pferde weiterhin möglich sein und darf nicht vernachlässigt werden. Dieser berittene Kampf muss gegen feindliche Kavallerie wirken, auch gegen eine überraschte Infanterie im freien Gelände, die auseinandergetrieben und demoralisiert wird, ebenso gegen Artillerie auf dem Marsch oder in der Stellung, die sie dabei aus der Flanke oder im Rücken angreift.

3. Die Kavallerie ist eine empfindliche Waffe. Sie zu ersetzen ist schwierig und erfordert einen langen Zeitraum. Sie soll daher nicht unnütz geopfert werden. Sie ist da einzusetzen, wo ihre speziellen Qualitäten sinnvoll eingesetzt werden können.“

Die Rolle der Kavallerie im Kampf liegt:
- in der Offensive:

„[…] die Entwicklung des Erfolges voranzutreiben […] und wenn die Ausdehnung nach dem Durchbruch erfolgt ist, diese weiter voranzutreiben.“

- in der Defensive:

„[…] die Kavallerie muss imstande sein, die Wirkungen eines feindlichen Durchbruchs durch die eigene Front zu begrenzen.“

- und:

„[…] im Falle des Zurückweichens des Feindes aufklärend zu wirken und die Bewegungen der eigenen Kräfte abzuschirmen.“

Im Rahmen dieser neuen Taktik wurde der Kavallerie vermehrt die Rolle einer berittenen Infanterie zugewiesen. Sie sollte zu Fuß kämpfen und zu Pferde schnell an kritische Stellen verlegt werden können (eine Kombination aus Feuer und Bewegung). Neu in den Kavalleriedivisionen war auch die zug- oder escadronweise Ausstattung mit leichten Panzerfahrzeugen.
Der Text wurde von Général Nivelle im Zusammenhang mit der Vorbereitung zur Schlacht an der Aisne 1917 verfasst: der Befehlshaber hatte hier seine Kavallerie eingesetzt, um einen Durchbruch in der Front auszuweiten.

### Rückkehr zum Bewegungskrieg (1918)
In den deutschen Offensiven des Frühjahres 1918 (Unternehmen Michael, Vierte Flandernschlacht)
hatte die Kavallerie als berittene Infanterie die Aufgabe, entstandene Durchbrüche schnell abzuriegeln und bis zum Eintreffen der Infanterieverstärkungen zu halten. Dies geschah zum ersten Mal am 23. März 1918, als die 1., 4. und 5. Kavalleriedivision die von den Deutschen auf 30 Kilometer durchbrochene Front von Noyon über Montdidier bis Moreuil stabilisieren mussten. Erneut musste im April 1918 das 2. Kavalleriekorps von Général Robillot in Flandern eingreifen, nachdem die Deutschen den Kemmelberg genommen hatten, und ein drittes Mal im Mai/Juni mit dem „Corps Robillot“ an der Ourcq und an der Vesle sowie mit dem 1. Kavalleriekorps von Général Féraud nach der Schlacht an der Aisne und dem Durchbruch der Deutschen am Chemin des dames. Die Offensiven der Verbündeten, die im Sommer 1918 begannen, basierten auf den Erfolgen der Artillerie durch Zerschlagung der deutschen Linien, ohne einen direkten Durchbruchsversuch. Es gab also keine Verfolgung, der Fortschritt war begrenzt, und die Kavallerie kämpfte nur zu Fuß.

„Ah! Sicher handelt es sich nicht mehr um eine Verfolgung wie in früheren Zeiten, eine dieser Jagden in lebhaftem Gang, die vom Wesen her das Werk der Kavallerie waren, begleitet von Batterien zu Pferde: Dragoner und Husaren, die Kolonnen der Flüchtenden auseinandertreibend, Wege abschneidend und Gespanne niedersäbelnd. Es handelt sich nicht mehr um Heldentaten wie diejenigen von Lasalle und die Wetteiferer nach der Schlacht bei Jena, die Vernichtung der preußischen Armee und die Einnahme einer Festung wie Stettin durch die Kavallerie. Schnell schiessende Waffen mit großer Reichweite lassen das heute nicht mehr zu. Repetiergewehre, leichte Kanonen und Maschinengewehre wirken schon auf große Entfernung und schaffen eine Zone, in der die Kavallerie nicht mehr operieren kann. Es muss hinzugefügt werden, dass die starren Frontlinien, die sich auch im Rückzug nicht auflösen, den großräumigen Bewegungen entgegenwirken und dem Triumph der Helden des letzten Jahrhunderts ein Ende bereiteten. Die heutige Verfolgung geschieht schrittweise, die Infanterie geht in Wellen vor, die Angegriffenen decken sich mit Maschinengewehren und leichten Kanonen, die in gedeckten Stellungen gut geschützt sind. Die Angreifer arbeiten sich langsam vor, dabei Deckungen ausnützend und das Gelände säubernd.“

Am 1. November 1918 verfügten die Alliierten an der Westfront über sechs französische, drei britische und eine belgische Kavalleriedivision. Dem gegenüber standen 209 Infanteriedivisionen. Die Stärke der einzelnen Kontingente lag bei:
- 66.881 Franzosen (dazu 633 Kavalleristen an der Front in Italien)
- 18.894 Briten
- 6.971 Belgiern
- 6.028 Amerikanern

Beim Eintritt der Waffenruhe mit Deutschland lag das 1. Kavalleriekorps (1. Kavalleriedivision zu Fuß, 1., 3. und 5. Kavalleriedivision) in Reserve bei Vaucouleurs, wo es sich auf den Einmarsch in Lothringen vorbereitete. Das 2. Kavalleriekorps mit der 2. Kavalleriedivision zu Fuß, der 2., 4. und 6. Kavalleriedivision war Teil der Armeegruppe in Flandern und kämpfte an der Lys und an der Schelde. Jedem der beiden Korps war eine, dann zwei Fliegerstaffeln, eine Ballonkompanie, vier Gruppen Artillerie (drei mit Feldkanonen „75 mm modèle 1897“ und eine mit Feldkanonen 105 mm), drei Pionierkompanien und zwei Gruppen mit Automitrailleuses und Auto-canons zugeordnet (die Auto-canons waren Panzerwagen mit einem 37-mm-Geschütz statt mit einem Maschinengewehr, jede Gruppe verfügte über sechs Automitrailleuses oder drei Auto-canons).

## Andere Fronten
Einige Einheiten der französischen Kavallerie – alles Kolonialtruppen – waren fast gänzlich aus Nordafrika rekrutiert und auf Berberpferden beritten. Sie standen an den Fronten der „Peripherie des französischen Sichtfeldes“. In mehreren Fällen ermöglichten die weiten Operationsräume trotz der geringen Personalstärke der dortigen Kavallerie, erfolgreicher zu sein, als es an der Westfront in Europa möglich war.

### Afrika – untere Sahara
In Französisch-Westafrika bestand die Kavallerie in Dakar nur aus einer Escadron sénégalaise mit 119 Reitern (davon 16 Europäer), die seit 1912 nach Marokko verlegt waren. Insgesamt handelte es sich 1914 um zwei Kompanien, jede 100 Mann stark mit 130 Pferden und 15 Zügen „Compagnies méharistes sahariennes“ (Grenzwächter) auf Kamelen. Jeder Zug bestand aus 60 Mann und 200 Dromedaren. Ihnen unterstanden die sogenannten „einheimischen Brigaden“ (brigades de garde indigène), eine polizeiähnliche Truppe in Zugstärke. So war die Brigade in Tombouctou mit Pferden beritten, die Brigade in Mauretanien aber mit Kamelen ausgestattet. Letztere war als „Compagnie de garde méhariste“ mit einer Stärke von zwischen 80 und 100 Mann aus der Berberei gebildet worden. In Französisch-Äquatorialafrika gab es nur das „Régiment de tirailleurs sénégalais du Tchad“, dazu sechs Kompanien Infanterie, eine Escadron zu zwei Kompanien Méharistes (200 Mann) und vier selbstständige Züge Méharistes zu je 30 Mann.
Die Eroberung der deutschen Kolonien Togoland und Kamerun fand ohne Teilnahme der Kavallerie statt. Gründe waren der Zustand der Straßen und das Fehlen von Futter in den Regenwäldern:

„[…] die Tiere waren zum Dienst in den Kolonnen nicht zu gebrauchen, nicht die Tragpferde und nicht die Maultiere der Artillerie.“

Die „einheimischen Brigaden“ aus Dahomey und Ouagadougou waren im August 1914 stark genug für eine Invasion Togos, während die Operationen in Kamerun erst 1916 begonnen werden konnten. Die französischen Kavallerietruppen in der Südsahara wurden nicht für Polizeiaufgaben eingesetzt, ausgenommen ein kleiner Teil der berittenen Kompanie des „4e régiment de tirailleurs sénégalais“, der außerhalb von Dakar als Sanitärkordon während der Pestepidemie vom Mai bis zum Herbst 1914 eingesetzt war.

### Sahara-Territorien
Im Bereich der Sahara und der Sahelzone sahen sich die französischen Kavallerieeinheiten bei Kriegsausbruch den Angriffen der Sénoussis ausgesetzt, die mit Kampfgruppen von Libyen nach Südtunesien, nach Südalgerien in das Aïr-Massiv (Niger) und nach Ouadaï (Nordtschad) zogen. In Tunesien wurden das Fort Dahibah und dessen Außenposten von den Tripolitanern im September/Oktober 1915, im Juni 1916, im Oktober/November 1917 und im August 1918 immer wieder angegriffen. In dieser Zeit waren in Südtunesien 15 Bataillone Infanterie und acht Escadrons Chasseurs d’Afrique und Spahis stationiert. Im Süden Algeriens brach eine Revolte im Hoggar und im Tassili des Azdjers los, im März 1916 griffen Kriegergruppen aus Ghadames (im Fessan) den Posten Djanet und Fort Polignac an. Beide mussten aufgegeben und konnten erst Ende Oktober wieder zurückgewonnen werden. Die „Goumiers marocains“ und die Méharistes (hauptsächlich vom Clan der Châamba) konnten bis dahin die Kontrolle über das Gebiet nicht mehr zurückerlangen.
Im Aïr-Massiv befahl Khoassen, ein aus Ghat gekommener Anführer der Sénoussis, am 7. Dezember 1916 die Belagerung von Agadez. Am 28. Dezember wurde etwas mehr als 20 Kilometer östlich ein 54 Reiter starker Zug Méharistes niedergemetzelt. Als Reaktion darauf wurde am 12. Januar 1917 das „Commandement supérieur des territoires sahariens“ (Oberkommando der Sahara-Territorien) gebildet, dem General François-Henry Laperrine unterstellt und die Truppen zusammengezogen. Am Ende der erfolglosen Belagerung von Agadez am 3. März 1917 wurden die Guerillas noch bis zum Februar 1918 in den Bergen verfolgt. Khoassen wurde in der Schlacht bei Tamaclak (120 km nördlich von Agadez) vom 14. bis 19. Februar geschlagen. Im Tschad operierten Guerillagruppen, die aus Koufra gekommen waren. Zwischen Mai und Juli wurde in Ouadaï und Dar Sila die Ordnung wiederhergestellt. Die Briten besorgten das inzwischen im Darfur. Der Posten Tibesti wurde im August 1916 aufgegeben.

### Marokko
Ein weiteres Operationsgebiet für die französische Kavallerie während des Ersten Weltkriegs lag in Marokko. Seit der Einrichtung des französischen Protektorats (Protectorat français au Maroc) im Jahre 1912 wurde eine Anzahl von Kavallerieeinheiten zur Besetzung des Landes abgestellt, die aber nur die marokkanischen Ebenen (von Chaouia, Gharb und Saïs) einnehmen konnten. Das spanische Protektorat im äußersten Norden wurde von den Spaniern kontrolliert. Dagegen waren die verschiedenen Bergvölker des Atlas vollkommen autonom. Am 1. August 1914 bestand das französische Okkupationskorps aus etwa 88.200 Mann mit insgesamt 64 Bataillonen und 34 Escadrons, davon neun Escadrons „Chasseurs d’Afrique“, 13 Escadrons „Spahis algériens“, 11 Escadrons „Spahis marocains“ (auch Chasseurs indigènes – „Einheimische Jäger“ genannt), eine Escadron „Spahis sénégalais“ und 14 Escadrons „Goumiers marocains“ (Marokkanische Milizen). Diese wurden für das eingesetzt, was man in Frankreich „Befriedung“ nannte.

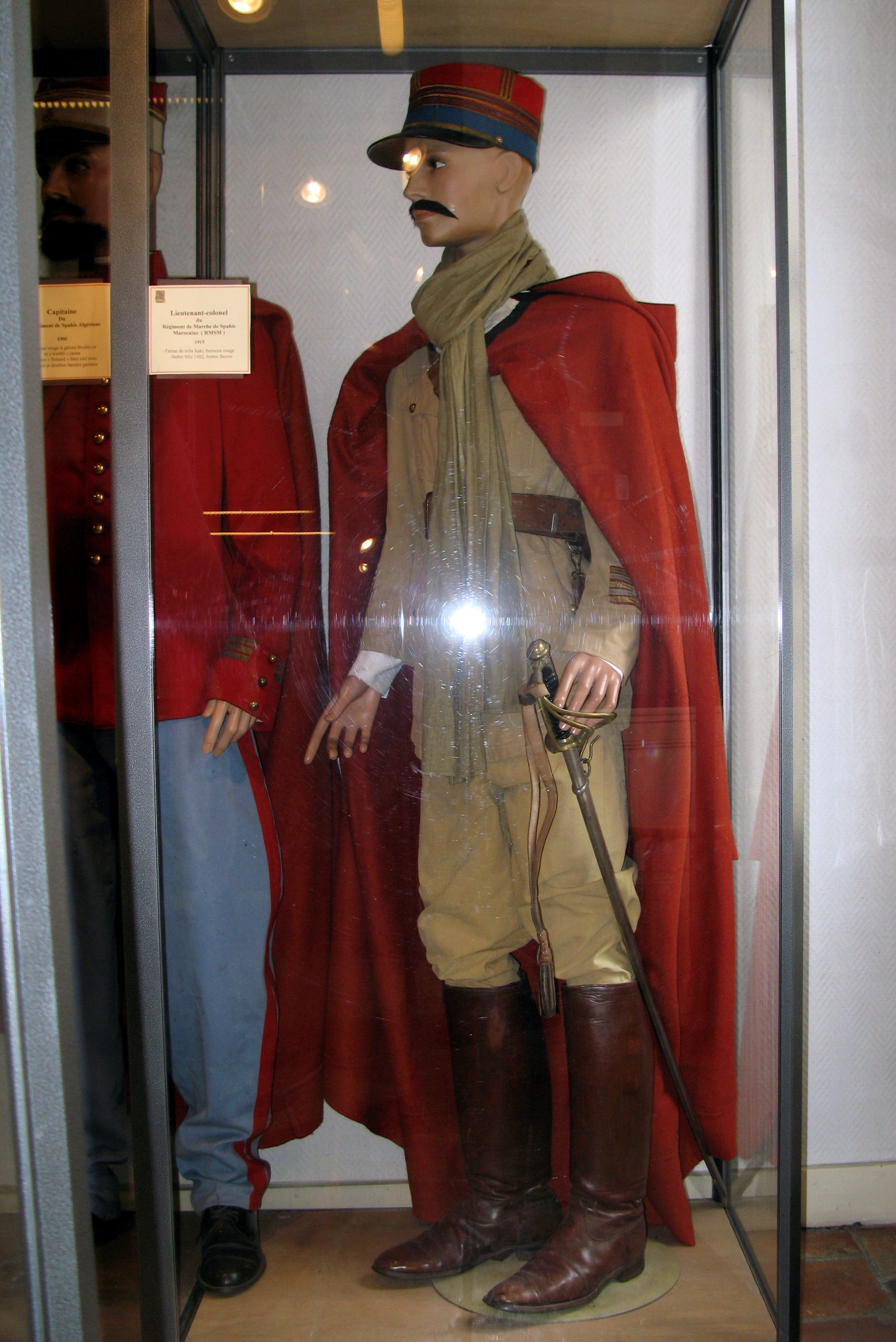
Oberstleutnant des „Régiment de marche de spahis marocains“

Am 27. Juli 1914 erhielt der kommissarische Generalresident in Marokko, der Général Hubert Lyautey, vom Kriegsminister Messimy die Order, den besten Teil seiner Truppen – von der Infanterie die Zuaven, die Légion étrangère, die Kolonialinfanterie etc., ebenso die Tirailleurs marocains und die Tirailleurs sénégalais – zusammenzuziehen. Am 6. August wurde in Rabat die „Division de marche d’infanterie du Maroc“ aufgestellt. Sie enthielt zwei Escadrons des „9e régiment de chasseurs d’Afrique“. Insgesamt kamen 20 Escadrons und 52 Bataillone zwischen 1914 und 1918 aus Afrika. Die Personalstärke dieser Truppen lag am 15. September 1914 bei 75.000 Mann. Das „Régiment de marche de chasseurs d’Afrique“ wurde der 45. Infanteriedivision, das „Régiment de marche de spahis marocains“ dem „Corps Conneau“ zugeteilt.
Die aus Marokko abgezogenen Einheiten wurden durch 19 Bataillone Territorialinfanterie ersetzt. Es handelte sich um die 90. Territorialinfanteriedivision und um ein Bataillon Elsaß-Lothringer. Die Territorialtruppen wurden alle zur Bewachung von Häfen und Dörfern eingesetzt. Wie die aktiven Truppen besetzten sie vorgeschobene Posten und bildeten mobile Kolonnen. Der Personalbestand blieb also gleich hoch, nicht aber die Qualität der Truppen.
In Europa waren bis zum 1. Oktober 1914 50 Bataillone und 28 Escadrons angekommen: Bei der Kavallerie handelte es sich um sechs der Chasseurs d’Afrique, 15 der Spahis algériens, sechs der Spahis marocains und 14 Goums mixtes. Am 1. Juli 1919 waren insgesamt 97.000 Mann in Europa. Sie verteilten sich auf 62 Bataillone (einige Bataillone Zuaven und Kolonialinfanterie waren bereits zurückgekehrt) und 32 Escadrons: vier der Chasseurs d’Afrique, 22 der Spahis algériens, eine der Spahis sénégalais und fünf der Spahis marocains. Dazu kamen die 25 Escadrons der Goums und einige Automitrailleuses.

### Orientarmee

#### Dardanellen
Nachdem das Osmanische Reich im Oktober 1914 an der Seite Deutschlands in den Krieg eingetreten war, entschieden die Alliierten im Winter 1914/1915, ein Expeditionskorps aufzustellen, um Istanbul einzunehmen. Die Truppen bestanden zum größten Teil aus Einheiten der britischen Armee (australische, indische, neuseeländische, den Royal Marines etc.). Die Franzosen stellten eine 17.000 Mann starke Infanteriedivision (die spätere „17e division d’infanterie coloniale“) zur Verfügung. Die Division verfügte nur über ein Kavallerieregiment, das am 15. März 1915 neu aufgestellte Marschregiment der Chasseurs d’Afrique, das am 28. Juli 1915 die Nr. 8 erhielt. Es bestand aus je einer Escadron des 3., 4., 5. und 6. Regiments der Chasseurs d’Afrique, einem Maschinengewehrzug und einem mobilen Depot. Die Stärke betrug in der Aufstellung im Februar 1915 31 Offiziere, 715 Mannschaften, 680 Pferde, 181 Maultiere und 26 Kraftfahrzeuge. Dazu kam die Eskorte für Général Albert d’Amade, bestehend aus 16 Reitern und 18 Pferden. Die Einheiten wurden im März 1915 in Bizerte und Philippeville eingeschifft und fuhren über Malta nach Moudros auf der Insel Limnos. Nach dem Misserfolg der Seestreitkräfte am 18. März 1915 in der Schlacht von Gallipoli wurden die französischen Truppen, nachdem sie seit dem 18. März vor Moudros auf Reede gelegen waren, ab dem 25. März nach Alexandria transportiert. Diese Aktion war am 27. März beendet. Ohne die Kavallerie wurden die französischen Truppen am 25. und 26. April 1915 in Koum Kalé und am Cap Helles an Land gesetzt. Lediglich der Maschinengewehrzug war beteiligt, da er dem 6. Gemischten Kolonialregiment zugeteilt war.

#### Saloniki
Im Jahre 1915 wurde eine britisch-französische Intervention in Serbien beschlossen, einerseits um Serbien zu entlasten, andererseits um Griechenland und Rumänien zum Kriegseintritt auf Seiten der Alliierten zu bewegen. Die ersten französischen Soldaten gingen am 5. Oktober 1915 in Thessaloniki mit Einverständnis der griechischen Regierung an Land. In der Konferenz von Calais im gleichen Jahr hatte Joffre genehmigt, drei Infanteriedivisionen und zwei Kavalleriedivisionen unter dem Kommando von Général Sarrail als „Armée française d’Orient“ (Französische Orientarmee) abzustellen. Als die drei Infanteriedivisionen zwischen Oktober und November ihr Ziel erreicht hatten (eine kam auf die Halbinsel Gallipoli, die sie am 9. Januar 1916 wieder räumte), widerrief ein Gegenbefehl des Kriegsministers in einem Telegramm vom 17. Oktober den Einsatz der Kavallerie, da die Kampfzone wegen des gebirgigen Geländes für größere Kavallerieeinsätze ungeeignet sei. Das bereits angekommene „Régiment de marche de chasseurs d’Afrique“ wurde unverzüglich nach Ägypten weitergeschickt.

„[…] das komplette Gelände, beginnend bei Skopje an der rumänischen bis Gevgelija an der griechischen Grenze, ist durchwegs für die Kavallerie ungeeignet. Die Artillerie hat ebenfalls erhebliche Schwierigkeiten, da es nur wenige Straßen und dafür umso mehr Gebirgspfade gibt, auf denen sogar die Infanterie nur in Reihe marschieren kann. Es ist daher geboten, die Kavallerie durch Gebirgsinfanterie zu ersetzen.“

Aber nach dem Kriegseintritt Bulgariens und der serbischen Niederlage im Winter 1915 musste sich die Orientarmee, die in die mazedonischen Berge vorgedrungen war, wieder zurückziehen und Zuflucht im noch neutralen Griechenland suchen. Anfang Dezember kam das „4e régiment de chasseurs d’Afrique“ zusammen mit einer Gruppe berittener Artillerie in Griechenland an und bildete zusammen mit dem „8e régiment de chasseurs d’Afrique“ eine Kavalleriebrigade. Diese wurde ab dem 11. Dezember bei Dojran als Nachhut der sich zurückziehenden Orientarmee und dann bei Kilkis zum Schutz des Camp de Salonique eingesetzt. Sarrail forderte zwei zusätzliche Infanteriedivisionen, ein Kavallerie- und ein Artillerieregiment, aber Joffre war damit nicht einverstanden, er schickte nur die Artillerie und das „1er régiment de chasseurs d’Afrique“, das vom 2. bis 5. Februar 1916 in Saloniki an Land gesetzt wurde. Es wurde am Westufer des Vardar längs des Weges nach Bitola eingesetzt.
Im März 1916 fingen die Geplänkel längs der Grenze an; im April/Mai kam die Orientarmee in Kontakt mit dem Feind, das „8e régiment de chasseurs d’Afrique“ war zur Unterstützung der großen Infanterieeinheiten zerstreut, das „4e régiment de chasseurs d’Afrique“ befand sich am rechten Flügel im Tal von Boutkova und das „1er régiment de chasseurs d’Afrique“ links in der Region Moglénitsa. Der Général Sarrail zog am 20. August 1916 das „1er régiment de chasseurs d’Afrique“ aus der Front zurück, ebenso am 27. August zwei berittene Artilleriebatterien und am 6. September das „4e régiment de chasseurs d’Afrique“. Sie alle wurden im Feldlager von Zeitenlik, drei Kilometer nördlich von Saloniki, zusammengezogen. Im September 1916 wurde der Versuch einer Offensive der Orientarmee durch die bulgarischen Truppen in den Bergen abgewiesen. Die Front in Mazedonien wandelte sich zum Grabenkrieg.

#### Albanien und Thessaloniki
Am 2. Oktober 1916 zwang das „1er régiment de chasseurs d’Afrique“ die griechischen Streitkräfte in Korça zum Abzug, so dass dort die „Republik Korça“ installiert werden konnte. Die Spannungen mit der griechischen Regierung zwangen dazu, eventuellen Gegenaktionen vorzubeugen. Das „1er régiment de chasseurs d’Afrique“, das am 8. Dezember den linken Flügel eingenommen hatte, wurde am 12. Dezember nach Kojani verlegt und stationierte einen Zug Panzerwagen vor Thessaloniki zur Überwachung von Kalambaka und Trikala. Das „Régiment de marche de spahis marocains“ (RMSM) traf im März 1917 zur Verstärkung ein. Die vier Kavallerieregimenter wurden am 25. Mai in Bardi zu einer Kavalleriegruppe unter dem Kommando von Colonel Bardi zusammengefasst. Diese wurde am 3. Juni 1917 der provisorischen „Division Venel“ zugeteilt und mit der Kontrolle von Thessalien beauftragt.
Die Kavallerie wurde nunmehr erneut bei Korça in Albanien eingesetzt. Das RMSM wurde zur neu aufgestellten provisorischen „Division Jacquemont“ abgestellt, überquerte den Devoll und nahm Pogradéts ein. Die Reiter saßen dann ab und kämpften zu Fuß als Vorhut zwischen dem 8. und 12. September 1917. Dabei machten sie an die einhundert Gefangene und erbeuteten zwei Kanonen. Nach der Polizeiaktion, um in den albanischen Dörfern vorhandene Waffen zu beschlagnahmen, überquerte das RMSM am 19. Oktober den Shkumbin westlich des Ohridsees, überstieg die Hänge am linken Flussufer und kämpfte bis zum 22. Oktober zu Fuß. Die Spahis wurden am 11. November 1917 aus der Front herausgezogen und in die Reserve gestellt. Im Februar 1918 wurde die Kavalleriebrigade der Orientarmee aufgestellt und dem Général Jouinot-Gambetta unterstellt. Sie bestand aus dem:
- „Régiment de marche de spahis marocains“ in Veria und Amyndeo
- „1er régiment de chasseurs d’Afrique“ in Amyndeo, dann im April im Camp Samorino nördlich von Naoussa
- „4e régiment de chasseurs d’Afrique“ südlich von Cernavodă und entlang der Linie nach Larissa

Nach der jahreszeitlich bedingten Waffenruhe im Winter (die Schneehöhe ließ keine Kampfhandlungen zu) überwachten die Escadrons den Rückzug der russischen Truppen.
Am 1. August verfügte die Orientarmee noch über 3.791 Kavalleristen, die damit bei einer Gesamtstärke von 232.299 Mann stark unterrepräsentiert waren. Am 6. Juli wurde das RMSM erneut in Albanien eingesetzt. Es operierte im Bergmassiv von Bofnjë.

#### Französisch-serbische Offensive
Als im August 1918 die Offensive vorbereitet wurde, wurden die „Spahis marocains“ aus der Front herausgezogen und nach Kotori (südlich von Florina) verlegt. Das „4e régiment de chasseurs d’Afrique“ wurde nach Sakoulévo kommandiert, während das „1er régiment de chasseurs d’Afrique“ eingesetzt wurde, um in der Zeit vom 14. August bis zum 10. September auf dem Rücken ihrer Pferde in Säcken 155-mm-Granaten vom Depot Dragomantsi zu den serbischen Batterien zu befördern. Am 15. September, dem Tag des Beginns der Offensive, wurden die drei Kavallerieregimenter der Brigade in Bitola zusammengezogen.
Am 20. September wurden die bulgarischen Truppen geschlagen und wichen auf die Ebene bei Bitola zurück. Die französische Kavalleriebrigade nutzte die Erfolge der Infanterie und drang in Prilep ein, das von den feindlichen Kräften evakuiert worden war. Am 24. September wurde abweichend von den gegebenen Befehlen (Verfolgung der Bulgaren nach Norden) von der Brigade die Baboune überquert und am 25. das Dorf Stepantsi eingenommen. Nach dem Übergang über den Vardar bei Veles wurde die Brigade im Yakoupitsa-Massiv eingesetzt, das sie mit ihren Pferden auf Ziegenpfaden innerhalb von vier Tagen über die Dörfer Drenovo, Paligrad und Dratchevo durchquerten, um am 29. September in Skopje einzutreffen. Hier konnten die „Spahis marocains“ 330 Gefangene (davon 150 Deutsche) machen und fünf 105-mm-Feldgeschütze, zwei Mörser 210 mm, 100 Karren mit Lebensmitteln, einen Getreidezug, Schlachtvieh usw. erbeuten. Nachdem Bulgarien am 26. September um einen Waffenstillstand nachgesucht hatte, stieß die Brigade durch Serbien bis zur Donau vor, die sie am 24. Oktober erreichte.

### Palästina und Syrien
Im März 1917 wurden einige französische Einheiten nach Ägypten transportiert, um an der Seite der britischen „Egyptian Expeditionary Force“ an den Kämpfen in Palästina teilzunehmen. Es geschah dies auf Wunsch des französischen Außenministeriums, dass die Einheiten an der Eroberung von Syrien teilnehmen sollten. Dieser Teil des Osmanischen Reiches sollte gemäß dem Sykes-Picot-Abkommen zum französischen Einflussgebiet werden. Drei Infanteriebataillone bildeten das „Détachement français de Palestine – DFP“ (Französische Abteilung in Palästina), kommandiert von Lieutenant-colonel (dann Colonel) Philpin de Piépape (vormals Kommandant des „10e régiment de chasseurs à cheval“). Die Kavallerie bestand aus einem Peloton des „1er régiment de spahis algériens“ aus Biskra, von denen einige jedoch wegen Mumps im April 1917 in Bizerta zurückbleiben mussten. Die Verladung erfolgte am 1. Juni, und am 10. Juni kam der Transport in Port Said an, um am 15. Juni in Khan Younous bei Gaza zum Hauptkontingent zu stoßen. Die Aufgaben der Kavallerie waren auf den Schutz der Verbindungslinien im Sinai beschränkt. Im November lag das Détachement in Deïr Sineïd und verlegte im Dezember zum Schutz der Bahnstrecke Jaffa–Jerusalem nach Ramallah.
Das Détachement wurde durch die „Légion d’Orient“, bestehend aus Armeniern und Syrern, verstärkt. Am 19. März 1918 kamen in Port Said die 5. und 6. Escadron des „4e régiment de chasseurs d’Afrique“ und drei Pelotons des „1er régiment de spahis algériens“ an. Letztere bildeten zusammen mit den bereits vor Ort befindlichen vier Pelotons die 4. Escadron. Eine letzte Verstärkung sollte durch die 5. Escadron des „4e régiment de spahis tunisiens“ erfolgen. Die Escadron wurde in Sfax auf dem britischen Handelsschiff SS Hyperia eingeschifft, das aber vom deutschen Unterseeboot UB-51 am 28. Juli 1918 84 Seemeilen nordwestlich von Port Said auf 32° 21′ 0″ N, 31° 25′ 0″ O torpediert wurde. Alle Pferde und 19 Reiter kamen dabei um.
Am 17. Juli wurde dann ein Marschregiment, das „Régiment mixte de marche de cavalerie du Détachement français de Palestine-Syrie“, unter dem Befehl des Chef d’escadrons Lebon aufgestellt. Es bestand aus drei Escadrons zu Pferd und einer Escadron zu Fuß, deren Pferde ausgefallen waren, und einem Maschinengewehrzug. Am 27. März 1918 erhielt die gesamte französische Streitmacht den Namen „Détachement français de Palestine-Syrie“ (DFPS). Nachdem die französische Infanterie im Juli in Mejdel zusammengezogen worden war, wurde sie dem 21. britischen Korps unterstellt und zwischen dem 29. und 31. August in die Front bei Rafat eingeschoben. Am 14. September kam die Escadron zu Fuß dazu. Vom 19. bis 24. August stieß das Kavallerieregiment zur australischen „5th Light Horse Brigade“ der „Australian Mounted Division“ in
Sarafand al-Amar. Die Personalstärke des Regiments lag am 1. September bei 25 Offizieren (davon 23 Europäer) und 692 Mannschaften (davon 517 Europäer).

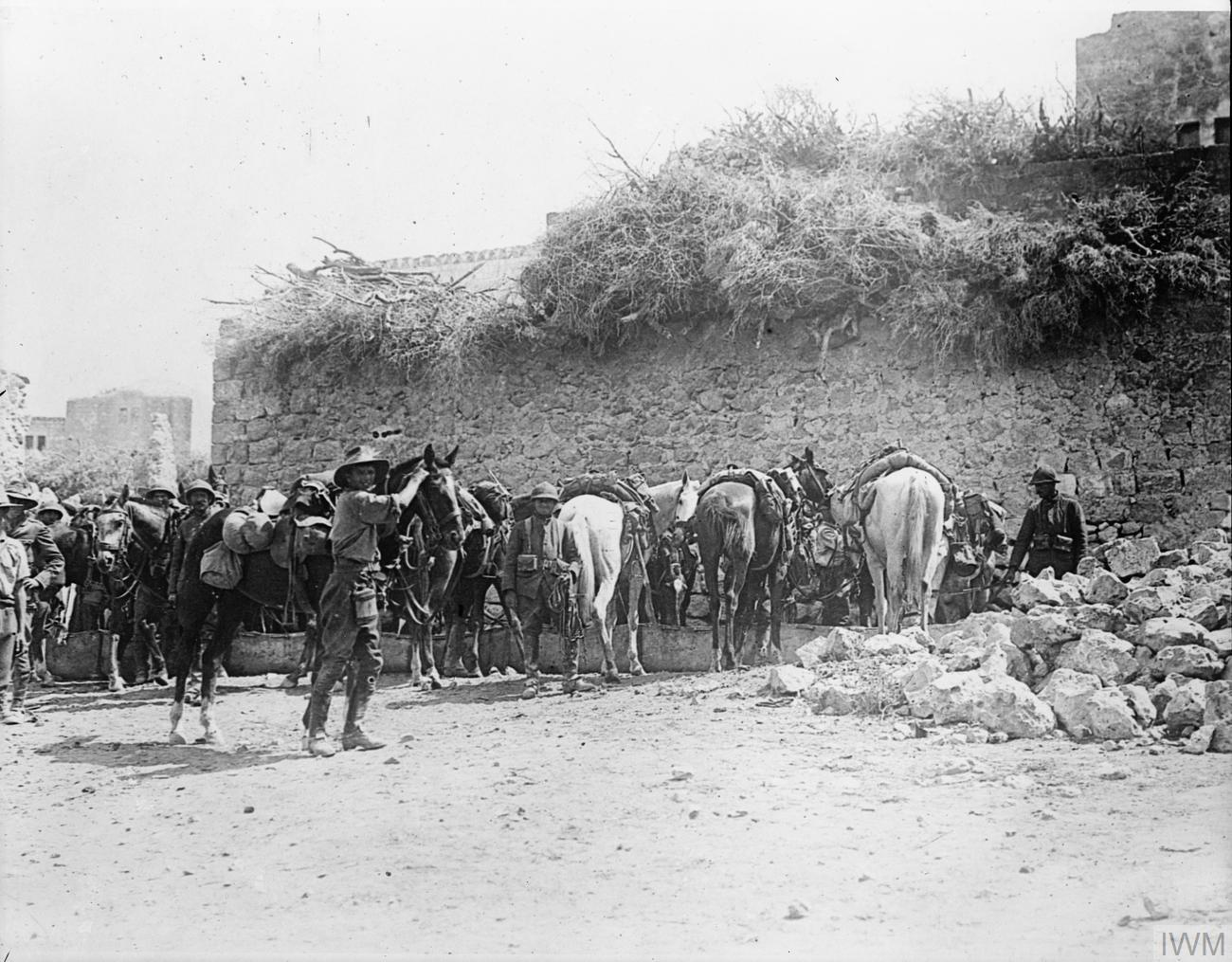
Reiter des „4^{e} régiment de chasseurs d’Afrique“ und der australischen „5th Light Horse Brigade“ am 19. September 1918 in Anabta

Am Morgen des 19. September 1918 begann die Offensive des britischen 21. Korps auf der Scharonebene nördlich von Sarona.
Die Kavallerie stieß unverzüglich nach Norden vor; das französische Regiment schloss „Toul Kérem“ (Tulkarem) ein, machte 1.800 Gefangene und erbeutete 17 Geschütze (inklusive einer österreichischen Batterie) sowie 18 Maschinengewehre. In der Nacht vom 19. auf den 20. September konnte die australische Brigade die Bahnlinien bei Nablus und Jenine unterbrechen. Am 21. September drangen die Franzosen in Nablus ein, nachdem sie über die Gärten und Straßen attackiert hatten. Sie machten 900 Gefangene und erbeuteten drei Kanonen sowie neun Maschinengewehre. Die Verluste lagen bisher bei sieben Verwundeten, die getöteten Pferde wurden durch türkische Beutepferde ersetzt. Am 22. September war das Regiment in Jenine, am 25. in Nazareth und am 26. in Tiberias. Am 27. September kämpfte es zu Fuß, um den Jordan zu überqueren, und war an der Einkesselung der Türken in Galiläa beteiligt. In der Nacht des 29. September folgten Kämpfe westlich von Sasa, und am 30. September wurden die Straßen und die Bahnlinien westlich und nördlich von Damaskus unterbrochen, dabei die sich zurückziehenden türkischen Kolonnen beschießend.
Am 1. Oktober 1918 besetzten das „Desert Mounted Corps“ und eine Beduinenarmee Damaskus, während die Franzosen in Duma (Syrien) einzogen. Die 2. (gemischte) Escadron befand sich ebenfalls in Damaskus. In den folgenden Tagen verstarben acht Reiter im Lazarett.
Am 15. Oktober ersuchten die Türken um Feuereinstellung, was am 31. Oktober zum Waffenstillstand von Moudros führte. Philpin de Piépape wurde am 8. November zum Militärgouverneur von Beirut ernannt. Zur Unterstützung und zur Übernahme von Polizeiaufgaben wurde die Escadron zu Fuß aus Haifa abgezogen und traf am 11. November per Schiff in Beirut ein. Das gemischte Regiment verließ Damaskus am 20. November und traf am 24. November ebenfalls in Beirut ein. Ende November befanden sich Pelotons der Kavallerie in Merdj Adjoun, Hasbaya, Rachaya und Baalbek. Am 16. November wurde ein Peloton Spahis in Tripoli stationiert. Am 9. Januar 1919 befanden sich zwei Escadrons (eine davon die Escadron zu Fuß) in Beirut, zwei Pelotons Spahis (als Eskorte des Gouverneurs) in Latakia, eine in İskenderun, eine in Tripoli, eine Escadron in der Region Sidon, Es Sour und Djedeidé. Im Februar 1919 wurde eine Escadron in Jerusalem in Garnison gelegt. Das Regiment erhielt am 22. Oktober 1919 die Bezeichnung „Régiment mixte de marche de cavalerie du Levant“ (Gemischtes Kavallerie-Marschregiment der Levante), dann am 1. Oktober 1920 „1er régiment de cavalerie du Levant“ (1. Levante-Kavallerieregiment).

## Nach Kriegsende
Die vier Waffenstillstände wurden von Frankreich mit
- Bulgarien am 29. September 1918 (Waffenstillstand von Thessaloniki)
- dem Ottomanischen Reich am 30. Oktober 1918 (Waffenstillstand von Moudros)
- Österreich-Ungarn am 3. November 1918 (Waffenstillstand von Villa Giusti)
- dem Deutschen Reich am 11. November 1918 (Waffenstillstand von Compiègne)

geschlossen, was aber nichts als eine vorläufige Feuereinstellung nach sich zog. Der Kriegszustand blieb bis zum Abschluss des jeweiligen Friedensvertrages bestehen.
Das „Régiment de cavalerie de la Garde républicaine“ stellte das Ehrengeleit für die alliierten Delegationen während der Pariser Friedenskonferenz 1919. Die Kavallerie wurde in vielen der letzten Operationen eingesetzt, weil sie durch die hohe Anzahl an Berufssoldaten in ihrem Bestand durch die anlaufende Demobilisierung nicht unmittelbar betroffen war.

### Marsch zum Rhein

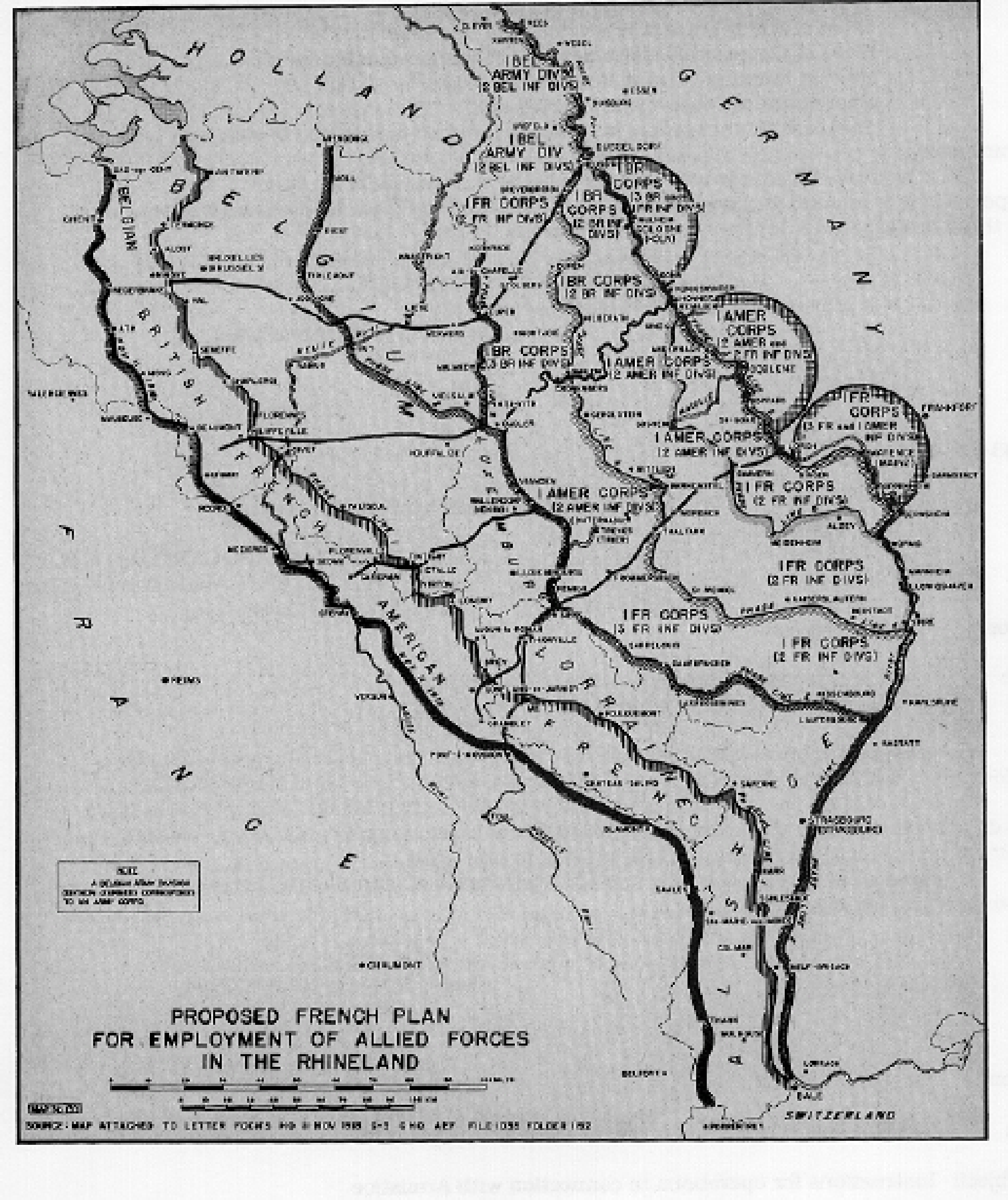
Die Karte zeigt die sechs Abschnitte des Marsches zum Rhein. Die erste Linie ist die Front, die zweite Linie die ehemals deutsch-französische Grenze seit 1871, die dritte zeigt das französische Nachrücken in Belgien, die vierte das in der Pfalz, die fünfte das bis zum Rhein und die letzte die rechtsrheinischen Brückenköpfe.

Mit dem Waffenstillstand vom 11. November 1918 war nicht nur die Einstellung des Feuers verbunden, die deutschen Truppen mussten auch innerhalb 15 Tagen aus Frankreich, Belgien, Luxemburg und Elsaß-Lothringen sowie nach weiteren 15 Tagen aus den rechtsrheinischen Gebieten abziehen.
Die französischen Truppen überschritten die Front am 17. November und folgten den sich zurückziehenden Deutschen in sechs Kilometer Distanz. Elsaß-Lothringen wurde von der „Armeegruppe Fayolle“ (vormals Reserve-Armeegruppe) besetzt, zu der die 5. Kavalleriedivision in der 10. Armee gehörte. Die 3. Kavalleriedivision war dem 33. Armeekorps zugeteilt. In den Ardennen operierte die Armeegruppe Maistre (vormals Zentrums-Armeegruppe) mit der 2. Kavalleriedivision in der 6. Armee. Das 2. Kavalleriekorps (reduziert auf die 4. und 6. Kavalleriedivision) blieb autonom. Am 30. November 1918 war ganz Elsaß-Lothringen besetzt.

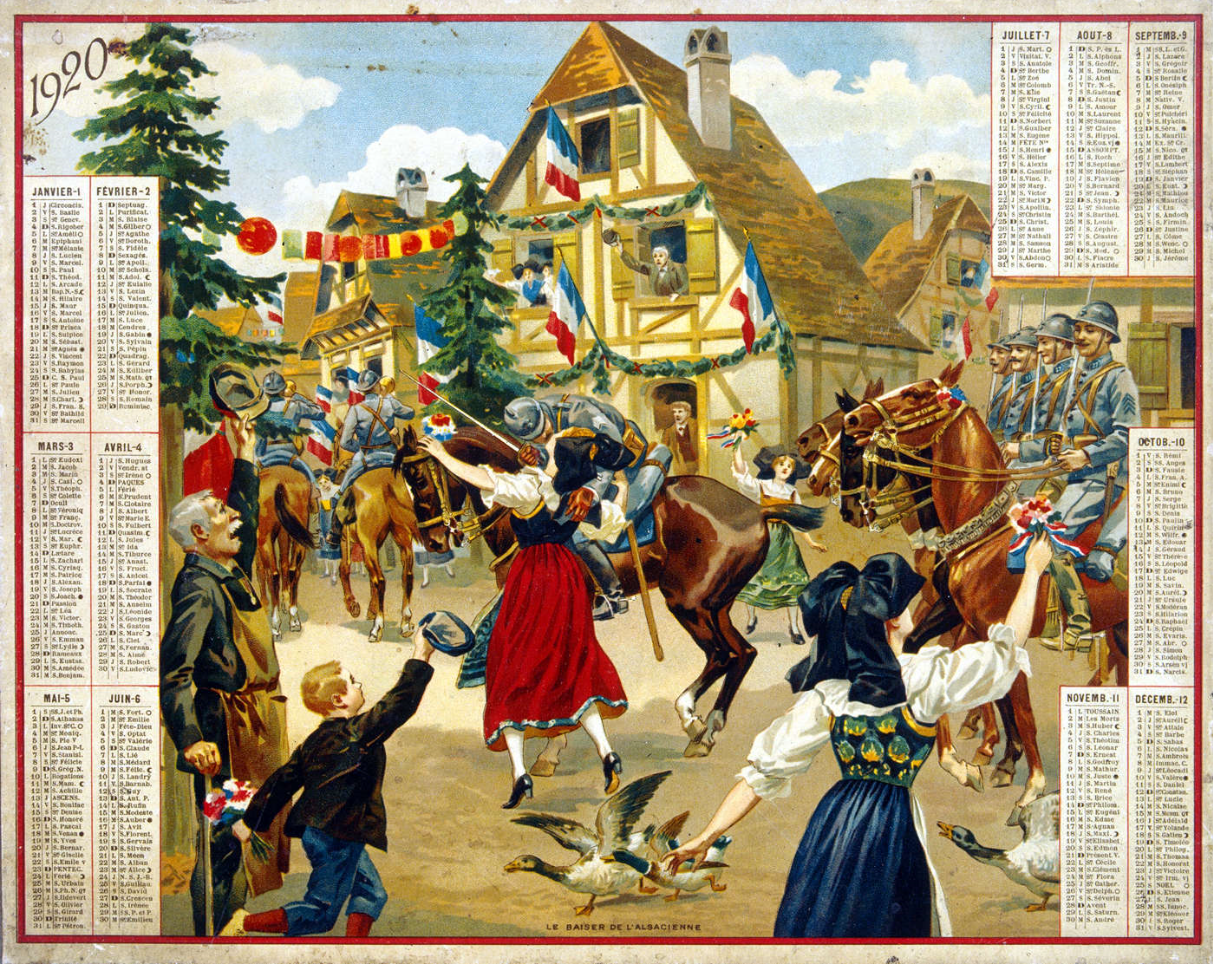
Einwohner eines elsässischen Dorfes begrüßen im November 1918 einrückende französische Kavallerie (französisches Propagandaplakat)

Zwischen dem 5. und dem 13. Dezember 1918 hatten die alliierten Truppen ihre Besatzungszonen eingenommen, die Franzosen von der Lauter bis nach Bingen, die Amerikaner bis nach Bonn und die Briten bis nach Düsseldorf, während die Belgier das Gebiet bis zur niederländischen Grenze besetzten. Auf dem rechten Rheinufer wurden zwischen dem 13. und 17. Dezember Brückenköpfe vor Mainz, Koblenz und Köln mit einer Tiefe von 30 Kilometern eingerichtet. Diese Okkupation (gegen den Willen der deutschen Regierung) wurde durch insgesamt sechs Armeekorps mit 40 Infanteriedivisionen (sechs französische) und drei Kavalleriedivisionen (zwei französische) durchgeführt. Die 3. Kavalleriedivision wurde westlich von Mainz und die 4. Kavalleriedivision südwestlich von Koblenz in der amerikanischen Zone als Brückenkopfreserve stationiert.
Die 1. und 2. Kavalleriedivision waren im Winter 1918/1919 nach Paris und Lyon befohlen worden, um die öffentliche Ordnung aufrechtzuerhalten.

### Demobilisation und Besetzung
Die Demobilisierung der französischen Armee wurde vorrangig nach den Einberufungsjahrgängen von Dezember 1918 (Jahrgang 1890) bis September 1919 (Jahrgang 1917) durchgeführt. Die fortschreitende Verringerung des Personalbestandes zog mehrere Reorganisationen in der gesamten Armee nach sich, einschließlich der Auflösung von Regimentern. Am 1. August 1921 bestand die französische Kavallerie noch aus 53 Regimentern (sechs Kürassier-, 25 Dragoner-, sieben Husaren- und 15 Jägerregimenter zu Pferde). 30 Regimenter bildeten die fünf Kavalleriekorps, 22 waren jeweils einem Armeekorps zugeteilt, und das „8e régiment de hussards“ lag als Besatzung im Brückenkopf von Kehl.
Die Besetzung des Rheinlandes wurde durch die neu aufgestellte „Armée du Rhin“ durchgeführt. Sie bestand aus der 8. und 10. Armee. Die Besetzung des Ruhrgebiets von 1923 bis 1926 geschah durch französische Infanteriedivisionen, belgische Einheiten und durch die 4. Kavalleriedivision (letztere mit Stabsquartier in Düsseldorf).

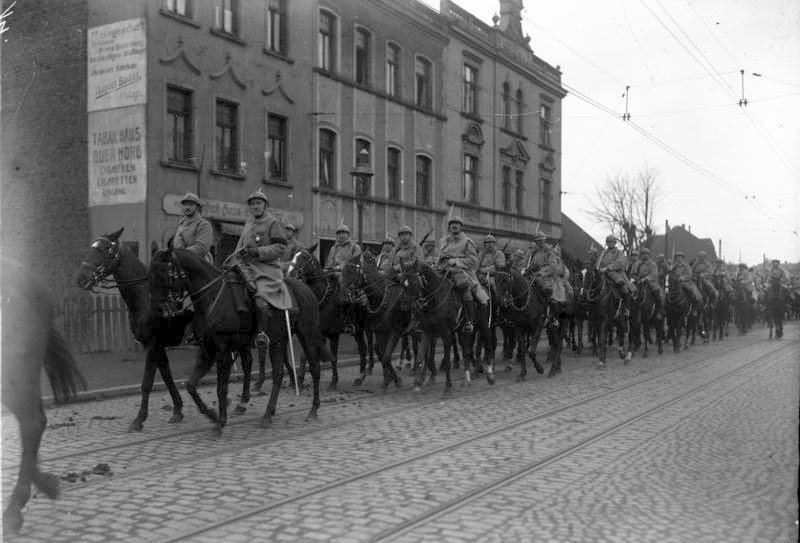
Französische Kavallerie in Gelsenkirchen, März 1923
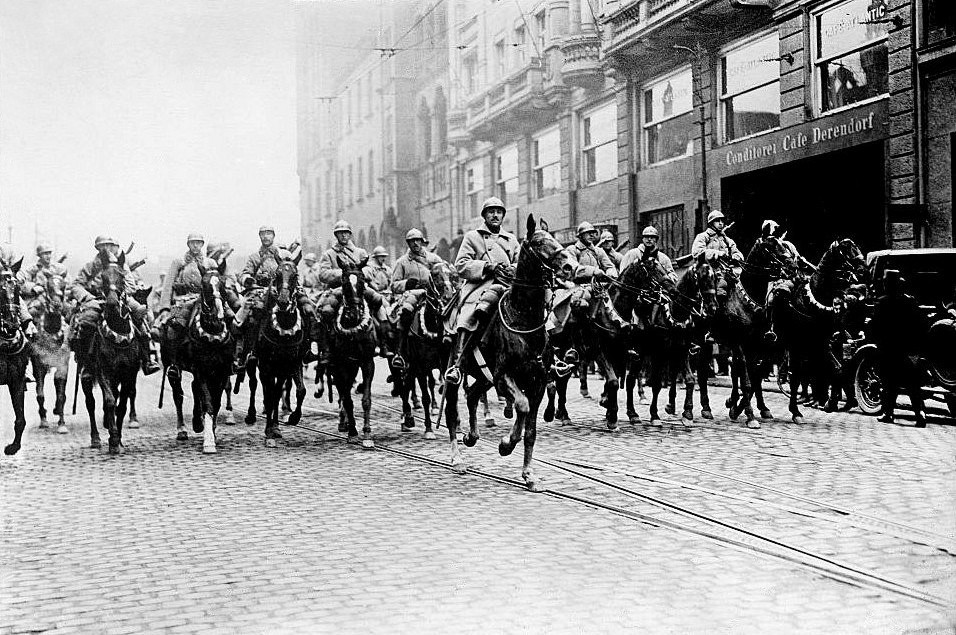
Einmarsch in Essen

### Fortschritt der Motorisierung
„Es muss festgestellt werden, dass der von der gepanzerten Kavallerie durchgeführte Teil an den Operationen im Ersten Weltkrieg zweitrangig war. Im Grund nicht nur durch die wenig wirksamen und sehr reduzierten Mittel, sondern auch wegen der langen Periode der Blockade des Bewegungskrieges war die ‚Verschleierung von Truppenbewegungen und Märschen‘ verhältnismäßig sekundär geworden. Deswegen, auch im Rückblick auf die gemachten Erfahrungen, sollen bis in die 1930er Jahre Radpanzer-Regimenter, gemischte Kavalleriedivisionen und leichte mechanisierte Divisionen aufgestellt werden.“

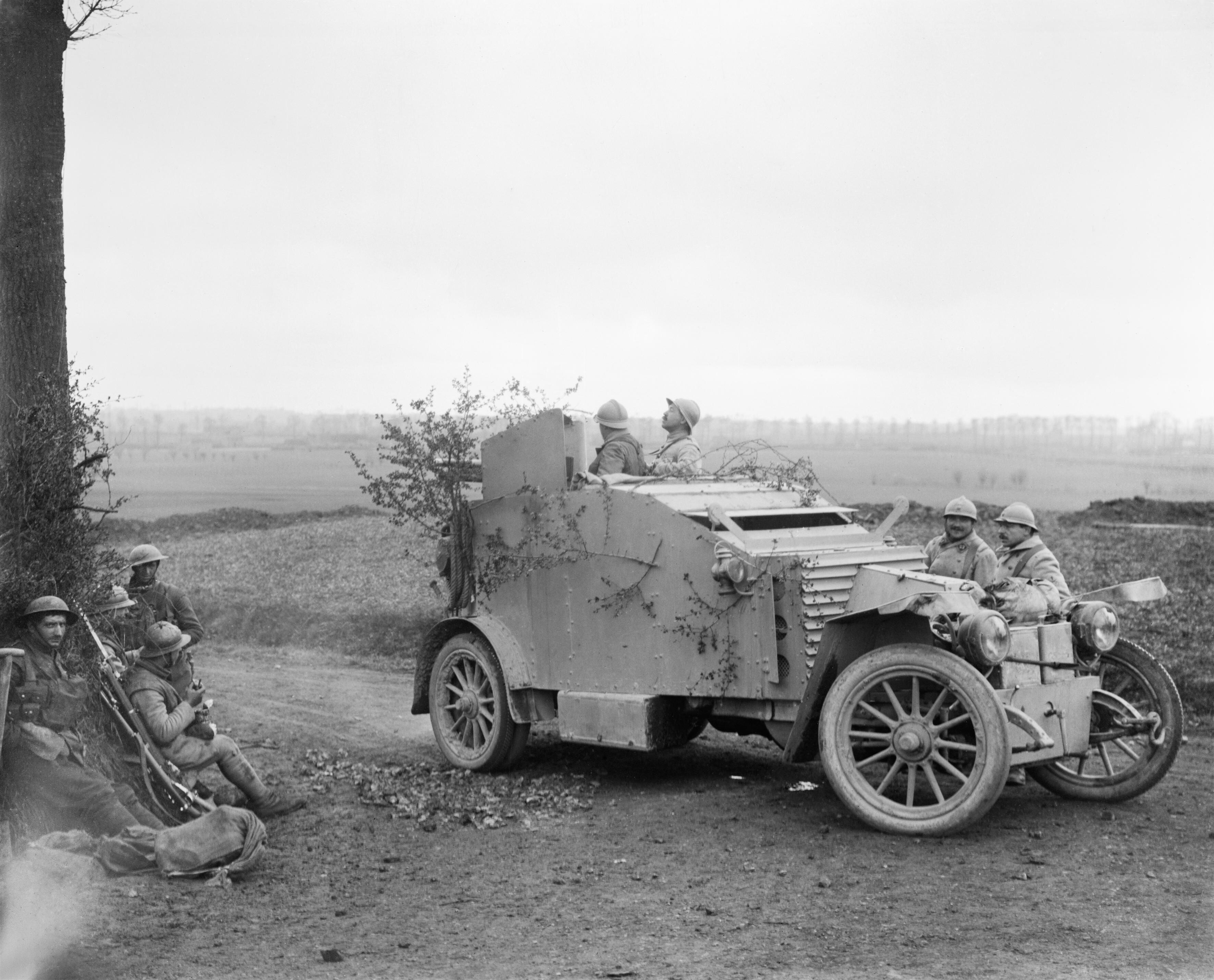
Automitrailleuse der Kavallerie (1918)

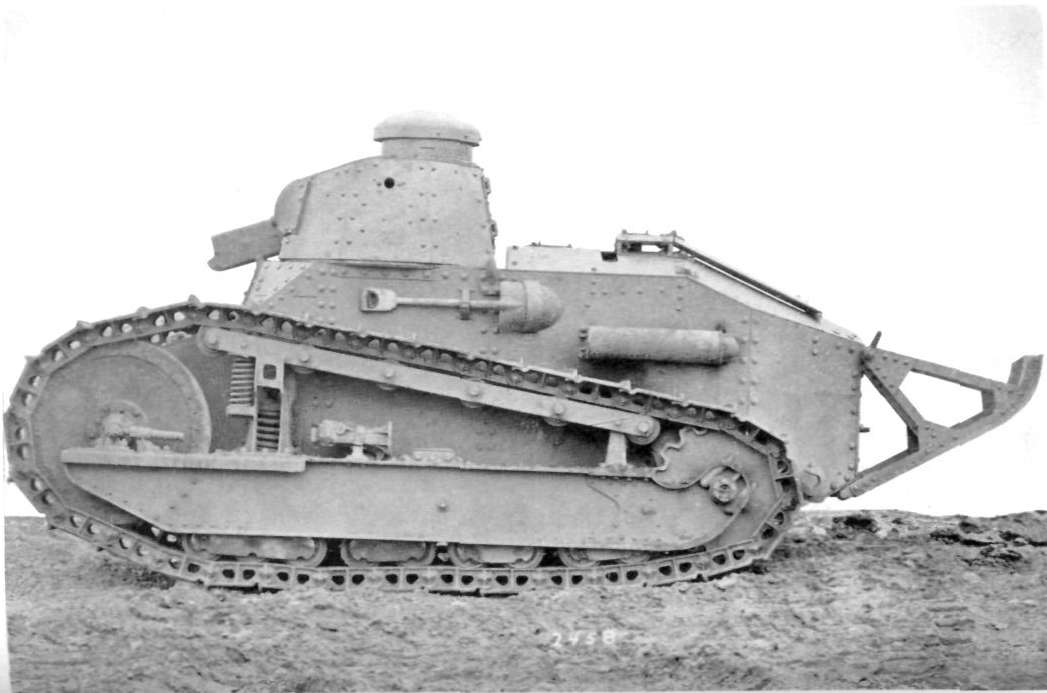
Renault FT eines „Régiment de char de combat“

Im Oktober 1918 begann die Produktion der Automitrailleuses auf dem Chassis des Lastwagens White Motor Company. 230 Exemplare ersetzten veraltetes Gerät. Die Groupes mixtes d’automitrailleuses et d’autocanons (GAMAC, Gemischte Maschinengewehr- und Kanonenpanzerwagen-Gruppen) wurden von 17 auf 11 reduziert, die Einheiten in „Escadrons d’automitrailleuses de cavalerie (EAMC)“ umbenannt und am 1. November 1922 zu zwei oder drei Escadrons in die fünf Kavalleriedivisionen eingegliedert.
Am 14. Dezember 1927 befasste sich der „Conseil supérieur de la guerre“ (Oberster Kriegsrat) in einer Sitzung mit der Organisation der Kavallerie. Marschall Foch verlangte:

„Es muss nicht mehr Kavalleriedivisionen geben, statt dessen mehr leichte Divisionen. Man muss die Waffenträger schnell befördern – zu Pferde, mit Fahrrädern, mit Lastwagen – wir entwickeln das.“

Général Louis Maurin legte dar:

„Wenn die Kavallerie auch heute noch ein Element der schnellen Bewegung ist, so erschweren jedoch die zunehmend befestigten Straßen den Einsatz von Pferden. Das Auto fürchtet kein Giftgas.“

Die Generäle Niessel und Weygand sprachen sich dagegen für die Kavallerie aus. Letztendlich entschied sich der Kriegsrat für die Beibehaltung der Kavallerie – jedoch mit verstärktem Augenmerk auf die Motorisierung.
Die Motorisierung mit Kraftwagen und Motorrädern sowie die Mechanisierung mit Panzerwagen und Kampfpanzern in der Kavallerie der Zwischenkriegszeit waren auf einen infanteristischen Gegner eingestellt und waren seit 1920 Hauptaufgabe der Panzer, die als eine Art Angriffsartillerie (Artillerie d’assaut) angesehen wurden. Die Panzer wurden in den „Regiments de char de combat“ (Kampfpanzerregimenter) zusammengefasst, während die Kavallerieregimenter die Panzerwagen zugeteilt bekamen. Die „Automitrailleuses de combat (AMC)“ waren die Panzer der Kavallerie. Sie vereinigten die moderne Mechanisierung einerseits mit dem konservativen Geist der Partisanen zu Pferde. Général Weygand befürchtete jedoch Probleme durch eventuellen Kraftstoffmangel und auch darin, die große Anzahl der berittenen Escadrons gleichzeitig zu mechanisieren.
Die Regimenter der Leichten Kavallerie waren im Mobilmachungsfall dazu bestimmt, als Aufklärungsgruppen (Groupes de reconnaissance) zu den Infanteriedivisionen als „Groupe de reconnaissance de division d’infanterie – GRDI“ und zu den Armeekorps als „Groupe de reconnaissance de corps d’armée – GRCA“ zu treten. Die fünf Kavalleriedivisionen würden im Mobilmachungsfall in Leichte Kavalleriedivisionen (Divisions légères de cavalerie) umgewandelt werden, jede bestehend aus einer berittenen und einer mechanisierten Brigade. Die Gruppen der Radfahrer (Groupes de chasseurs cyclistes) waren aus den Jägern zu Fuß gebildet und sollten in diesem Fall durch die verstärkten Dragonerbataillone (Bataillons de dragons portés), auf Lastwagen oder in Autobussen transportiert, ersetzt werden. Letztere sollten als Divisionsinfanterie diesen direkt unterstellt werden.
Im Juli 1935 war die 4. Kavalleriedivision komplett mechanisiert und übernahm die Bezeichnung „1re division légère mécanique“ (1. leichte mechanisierte Division), kommandiert von Général Jean Flavigny – einem Befürworter der Panzertruppe. Einige Monate später, im Oktober 1935, wurde auch in der deutschen Wehrmacht die 3. Kavalleriedivision zur 1. Panzerdivision umgewandelt. Als erste französische Panzerdivision wurde im Januar 1940 die „1re division cuirassée“ aufgestellt.